# Philippine Airlines
Philippine Airlines (abbreviato in PAL), nome commerciale di PAL Holdings, Inc. (PSE: PAL), noto anche storicamente (fino al 1970) come Philippine Air Lines, è la compagnia di bandiera delle Filippine. Con sede presso il PNB Financial Center di Pasay, la compagnia aerea è stata fondata nel 1941 ed è la più antica compagnia aerea commerciale in Asia che opera ancora con il suo nome originale.
Dai suoi hub presso l'aeroporto Internazionale Ninoy Aquino di Manila, l'aeroporto di Clark di Angeles, l'aeroporto Internazionale Mactan-Cebu di Cebu e l'aeroporto Internazionale Francisco Bangoy di Davao, Philippine Airlines serve 31 destinazioni nazionali e 54 destinazioni all'estero nel sud-est asiatico, Asia orientale, Medio Oriente, Oceania, Nord America ed Europa. Philippine Airlines opera con una flotta mista di Airbus e Boeing con Airbus A320, Airbus A321, Airbus A321neo, Airbus A330, Airbus A350 e Boeing 777-300ER.

## Storia

### Philippine Aerial Taxi Company
Il 14 novembre 1935, il Congresso filippino approvò il franchising di Philippine Aerial Taxi Company Incorporated (PATCO) per fornire servizi di posta, merci e passeggeri in particolare nell'isola di Luzon. La compagnia operava inoltre le rotte Manila-Baguio e Manila-Paracale.

### Philippine Air Lines
Il 26 febbraio 1941, Philippine Air Lines, Inc., fu formalmente costituita da un gruppo di uomini d'affari guidati da Andrés Soriano Sr.. A quel tempo, era definito come uno dei principali industriali delle Filippine ed era il direttore generale della compagnia aerea. Soriano e l'ex senatore Ramón J. Fernández acquisirono il franchise di Philippine Aerial Taxi Company, Inc. e lo ribattezzarono Philippine Air Lines (PAL). Il primo volo della compagnia aerea ebbe luogo il 15 marzo 1941 con un Beechcraft Model 18 tra Manila (da Nielson Field) e Baguio, con a bordo sette persone, tra cui due piloti. I cinque passeggeri erano i fondatori della compagnia aerea: Soriano, Fernández, Juan Miguel Elizalde, John R. Schultz ed Ernesto Von Kaufmann. Gli investimenti del governo nel settembre 1941 aprirono la strada alla sua nazionalizzazione. Il 23 ottobre 1941, John R. Schultz fu eletto dal Consiglio di amministrazione come tesoriere della Philippine Air Lines.
I servizi PAL furono interrotti durante la seconda guerra mondiale, che durò nelle Filippine dalla fine del 1941 al 1945. Allo scoppio della guerra del Pacifico, l'8 dicembre 1941, i due Model 18 e i suoi piloti furono costretti al servizio militare. Venivano usati per evacuare i piloti di caccia americani in Australia fino a quando uno non venne abbattuto su Mindanao e l'altro venne distrutto in un raid aereo a Surabaya, in Indonesia.
Il 15 febbraio 1946, PAL riprese le operazioni dopo una pausa di cinque anni con servizio a 15 punti nazionali con cinque Douglas DC-3 e un libro paga di 108 nomi. Philippine Airlines tornò alla sua base originale, Nielson Field a Makati. L'aeroporto, gravemente danneggiato durante la guerra, venne ristrutturato e ammodernato dalla PAL con un costo di oltre un milione di pesos, diventando rapidamente il porto ufficiale di entrata per i passeggeri nelle Filippine. L'aeroporto era gestito da Manila International Air Terminal, Inc., una consociata interamente controllata da PAL.

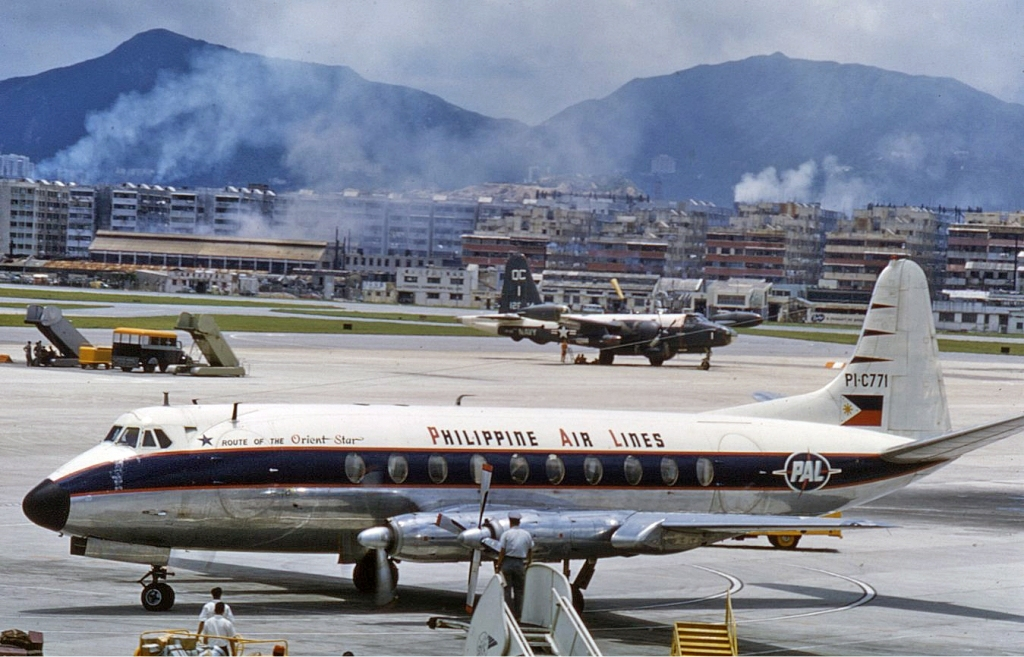
Un Vickers Viscount a Hong Kong nel 1961.

Il 31 luglio 1946, PAL divenne la prima compagnia aerea asiatica ad attraversare l'Oceano Pacifico quando un Douglas DC-4 portò 40 militari americani a Oakland, in California, dall'aeroporto di Nielson con fermate a Guam, Wake Island, Johnston Atoll e Honolulu. Un servizio regolare tra Manila e San Francisco iniziò nel dicembre 1946. Durante questo periodo, la compagnia aerea venne designata come compagnia di bandiera del paese.
PAL iniziò i servizi in Europa nel 1947 con l'acquisizione di più Douglas DC-4. Nel 1948, PAL assorbì le uniche altre compagnie aeree di linea nelle Filippine, Far Eastern Air Transport e Commercial Air Lines. In seguito alla decisione del governo di convertire Nichols Field a Pasay City, il sito di un'ex base dell'aeronautica americana, nel nuovo aeroporto internazionale di Manila, PAL spostò la sua base operativa e il terminal passeggeri dall'aeroporto Nielson. Il trasferimento durò cinque mesi dal 31 gennaio al 28 giugno 1948.
Nel 1951, PAL noleggiò un DC-3 chiamato "Kinsei" alla Japan Airlines, che portò alla fondazione della compagnia aerea nazionale del paese. Nel marzo 1954, il governo filippino sospese tutti i voli per l'Europa, il Giappone e gli Stati Uniti, solo per riprenderli cinque anni dopo. In tre anni, PAL iniziò i servizi per Hong Kong, Bangkok e Taipei utilizzando i Convair CV-340 che sarebbero stati successivamente sostituiti dai Vickers Viscount 784, che portarono la compagnia aerea nell'era dei turboelica.

### Prima espansione e ammodernamento

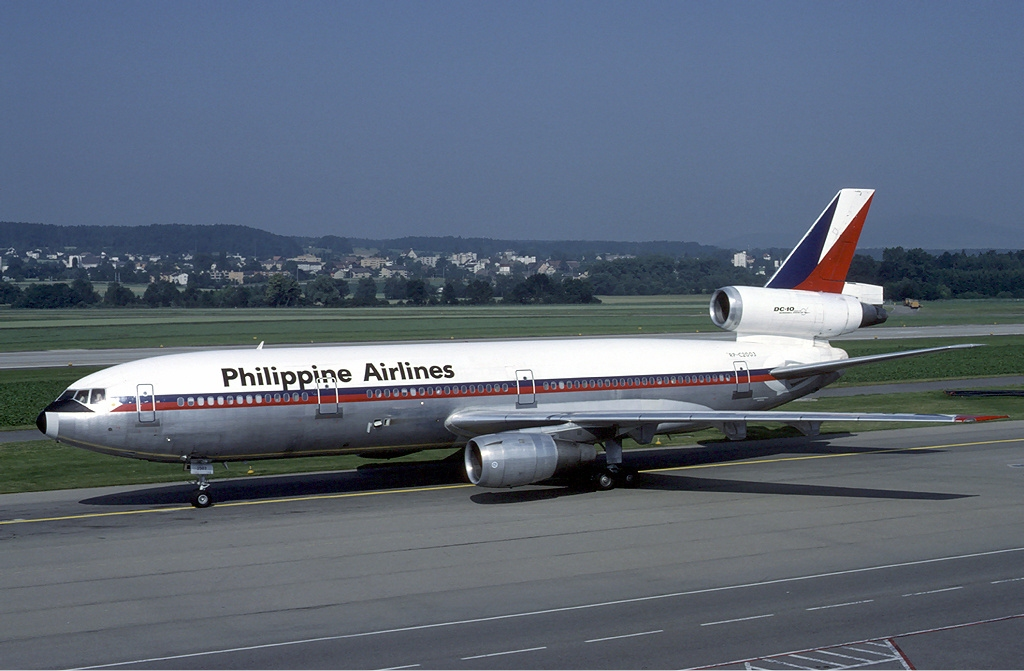
Un McDonnell Douglas DC-10 a Zurigo.

Negli anni '60, PAL entrò nell'era dei jet, inizialmente con un Boeing 707, successivamente sostituito con un Douglas DC-8 preso in leasing dalla KLM Royal Dutch Airlines, utilizzato per voli internazionali a lungo raggio verso l'Europa e gli Stati Uniti. Il DC-3 rimase il pilastro dei servizi domestici in quanto si espanse fino a un totale di 72 punti man mano che gli aeroporti furono migliorati o aperti, ma la maggior parte del servizio aereo rurale della compagnia aerea fu successivamente interrotta nel maggio 1964. Due anni dopo, PAL iniziò i servizi per Cebu, Bacolod e Davao utilizzando il BAC 1-11. Inoltre, PAL venne privatizzata, poiché il governo filippino aveva rinunciato alla sua quota dopo che Benigno Toda, Jr., allora presidente di PAL, aveva acquisito una quota di maggioranza.
Un anno dopo la dichiarazione della legge marziale nel 1972, Ferdinand Marcos, durante il suo secondo mandato presidenziale, emise decreti di monopolio sotto forma di lettere di istruzione (LOI) nn. 151 e 151-A, note come "politica di un'unica compagnia aerea". PAL era l'unica compagnia aerea sopravvissuta, avendo assorbito Air Manila e Filipinas Orient Airways. Il 10 marzo 1973, PAL fu nuovamente nominata compagnia di bandiera. PAL continuò la sua espansione con l'arrivo del suo primo Douglas DC-10 nel luglio 1974. Tre anni dopo, il governo filippino rinazionalizzò PAL, con il sistema di assicurazione dei servizi governativi che deteneva la maggioranza delle azioni. Nel 1979, il Boeing 727, il Boeing 747-200B e l'Airbus A300B4, soprannominato "Love Bus", si unirono alla flotta in seguito al ritiro dei DC-8.

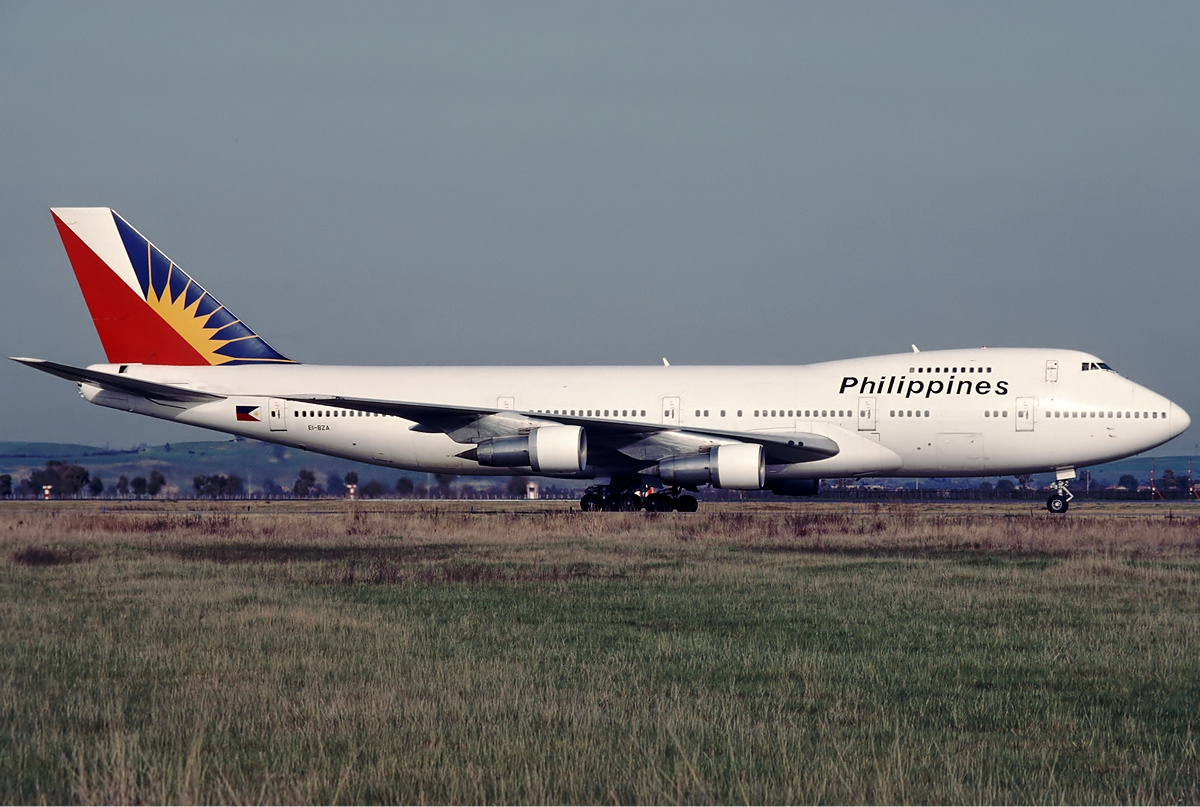
Un Boeing 747-200 a Roma nel 1989.

Nel 1975, Philippine Airlines aveva sede presso il PAL Building di Makati City. Tra il 1979 e il 1981, come parte di un programma di ammodernamento completo guidato dall'allora presidente Roman A. Cruz, PAL costruì una serie di enormi strutture legate all'aviazione intorno alla periferia di Manila. Questi includevano il PAL Technical Center, il PAL Inflight Center, il PAL Data Center e la PAL Aviation School. Nello stesso periodo, PAL ottenne anche successi di servizio, dopo essere stata la prima compagnia aerea ad essere onorata da Les Chaines de Rotisseurs, un antico ordine di buongustai, con un premio per la sua cucina in volo. Il 4 gennaio 1980, il Boeing 747-200 della Philippine Airlines soprannominato "Jumbo Jet" fu il primo del suo genere ad attraversare il Pacifico. Oltre a ciò, PAL fu anche la prima compagnia a introdurre numerosi sedili a letto completamente piatto. I 14 posti letto del 747, noti come "Skybeds", furono certificati per l'atterraggio e il decollo. Gli "Skybeds" erano esclusivi della prima classe nel ponte superiore.
Dopo le dimissioni di Cruz dal presidente Cory Aquino l'ultimo giorno della rivoluzione EDSA del 1986, Dante G. Santos divenne presidente della PAL. Lanciò una massiccia modernizzazione della flotta nazionale con l'acquisizione dello Short 360, soprannominato il "Sunriser", nel maggio 1987, il Fokker F50 nell'agosto 1988 e il Boeing 737-300 nell'agosto 1989.
Poiché il terminal passeggeri nazionale di Manila diventava più grande della sua capacità e lo spazio per il parcheggio degli aeromobili della rampa diventava più scarso, PAL prese in affitto l'hangar della Philippine Aerospace Development Corporation e lo convertì nel PAL Domestic Terminal 2. Il terminal, aperto nell'ottobre 1988, serviva esclusivamente i passeggeri che volavano verso destinazioni servite dagli Airbus A300 di PAL: vale a dire, Cebu e Davao, con General Santos e Puerto Princesa aggiunti in seguito. Allo stesso tempo, PAL ampliò e migliorò il terminale esistente. L'apertura della nuova struttura ripulì il vecchio terminal e fornì maggiore comodità ai passeggeri.

### Ri-privatizzazione e seconda espansione

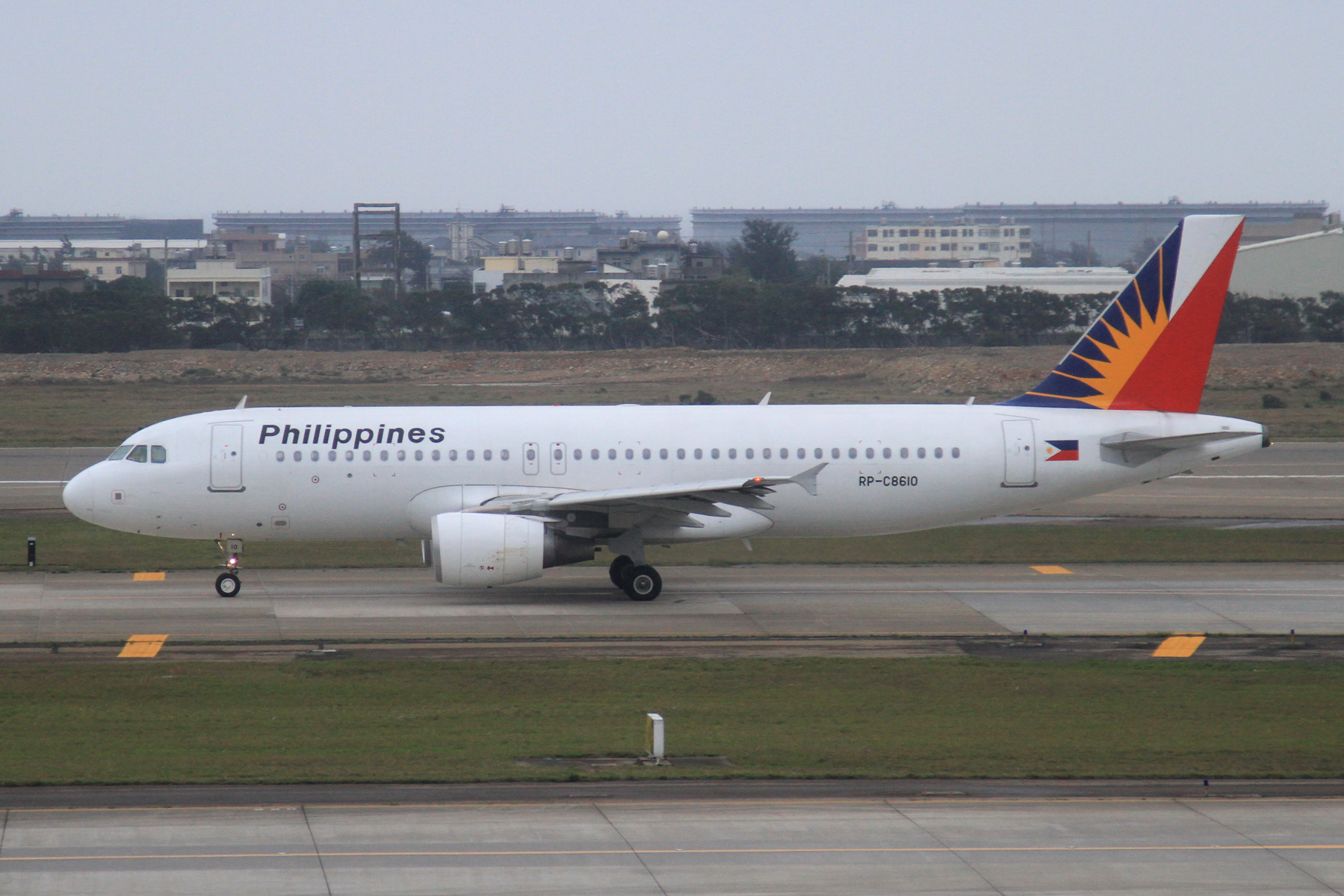
Un Airbus A320-200 a Taipei.

PAL venne nuovamente privatizzata nel gennaio 1992, quando il governo vendette una quota del 67% a una holding chiamata PR Holdings. Tuttavia, un conflitto su chi avrebbe guidato PAL portò a un compromesso nel 1993, quando l'ex segretario all'Agricoltura Carlos G. Dominguez fu eletto presidente della PAL dal consiglio di amministrazione. La flotta di BAC 1-11 venne ritirata nel maggio 1992, in seguito al completamento delle consegne dei Boeing 737 e degli Short 360 a settembre. Nel novembre 1993, PAL acquisì il suo primo Boeing 747-400. Il nuovo velivolo arrivò all'aeroporto internazionale di Subic Bay e trasportava l'allora presidente Fidel V. Ramos, che era tornato a casa dagli Stati Uniti dopo una visita ufficiale. L'aereo, da 400 tonnellate, uno degli aerei a lungo raggio più grandi e popolari al mondo, fu un pilastro dei servizi transpacifici di PAL e il suo aereo di punta fino a quando non è stato ritirato nel 2014. Un nuovo servizio tra Manila e Osaka, lanciato nel 1994, portò a 34 il numero di punti nella rete internazionale.
Il PAL Domestic Terminal 2 venne rinnovato nel 1995, con l'aggiunta e il miglioramento di una serie di servizi, tra cui una rinnovata Mabuhay Lounge, un banco check-in esclusivo per i passeggeri della classe Mabuhay, un banco Express, un bar, una clinica medica, un'ampia sala d'attesa e due nastri bagagli nella sezione arrivi. Anche le strutture PAL a NAIA vennero rinnovate. Il costo totale per la ristrutturazione del terminal nazionale (1 e 2) raggiunse i P33,15 milioni.
Nel gennaio 1995, Lucio C. Tan, azionista di maggioranza di PR Holdings, è diventato il nuovo presidente e CEO della compagnia aerea. La consegna del quarto Boeing 747-400 della compagnia aerea nell'aprile 1996 segnò l'inizio di un ambizioso programma di ammodernamento da 4 miliardi di dollari che mirava a rendere PAL una delle migliori compagnie aeree asiatiche entro tre anni. Il fulcro del programma era l'acquisizione di 36 velivoli all'avanguardia da Airbus e Boeing tra il 1996 e il 1999, cercando di dare a PAL la distinzione di avere la flotta più giovane in Asia e consentire l'espansione della sua rete di rotte nazionali e internazionali. I 36 ordini di PAL durante il suo programma di rielaborazione erano per otto Boeing 747-400, quattro Airbus A340-300, due Airbus A340-200, otto Airbus A330-300 e dodici Airbus A320-200. Il programma di rielaborazione consentì a PAL di essere soprannominata la prima compagnia aerea al mondo a utilizzare l'intera gamma di aeromobili Airbus di nuova generazione.

### Crisi finanziaria asiatica

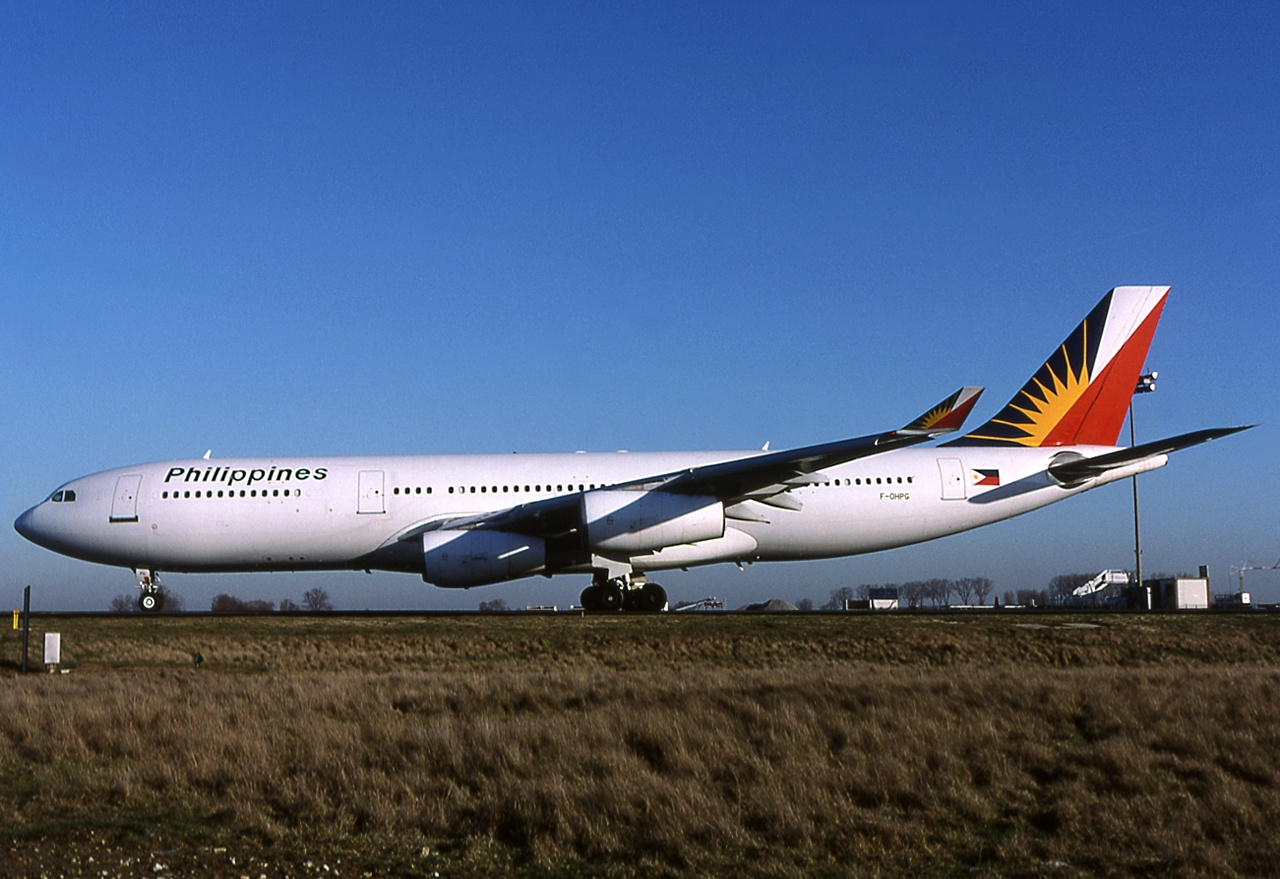
Un Airbus A340-200 a Parigi nel 1998.

Nel 1997, PAL si rinominò "Asia's sunniest airline" per coronare la sua nuova spinta pubblicitaria e di marketing. Iniziò i servizi per New York City, utilizzando il aeroporto internazionale di Newark via aeroporti internazionale di Vancouver. L'acquisizione di troppi aeromobili abbinati a rotte non redditizie costrinse la compagnia a essere finanziariamente instabile. Il programma era circa a metà quando il pieno impatto della crisi finanziaria asiatica del 1997 colpì l'industria aerea all'inizio del 1998. Il 31 marzo 1999, PAL smantellò il suo hub dell'aeroporto Internazionale di Mactan-Cebu. Con massicci licenziamenti in corso, le controversie tra i proprietari della compagnia aerea e il sindacato dei dipendenti portarono alla chiusura completa delle operazioni il 23 settembre 1998. Cathay Pacific rilevò temporaneamente le operazioni nazionali e internazionali di PAL durante i suoi quattordici giorni di chiusura; Cathay Pacific mostrò interesse ad acquisire una partecipazione del 40% in PAL durante questo periodo. Tuttavia, non venne raggiunto alcun accordo.
PAL riprese le operazioni il 7 ottobre 1998 dopo che era stato raggiunto un accordo tra i dipendenti e il top management, che secondo quanto riferito sarebbe stato facilitato dal presidente filippino Joseph Estrada, con servizi a 15 punti domestici fuori Manila. Il 29 ottobre, la compagnia riprese i servizi internazionali con voli per Los Angeles e San Francisco, con altri servizi internazionali ripristinati tre settimane dopo. I servizi asiatici ripresero l'11 novembre con voli per Tokyo e Hong Kong. PAL ampliò gradualmente la propria rete nei due mesi successivi, ripristinando i servizi a Taipei, Osaka (via Cebu), Singapore, Fukuoka, Dhahran, Riyadh e Seul. Con l'industria aeronautica ancora in stasi, PAL continuò a cercare un partner strategico, ma alla fine presentò alla SEC un piano di riabilitazione "autonomo" il 7 dicembre 1998. Il piano forniva una solida base per la compagnia aerea per intraprendere una ripresa in proprio mantenendo la porta aperta all'ingresso di un partner strategico in futuro. PAL presentò il nuovo piano ai suoi principali creditori durante una maratona di due settimane iniziata il 14 febbraio a Washington DC e terminata il 1º marzo a Hong Kong.
Nel 1999, PAL presentò il suo piano alla Securities and Exchange Commission che comprendeva un piano aziendale e un piano di ristrutturazione finanziaria. Il piano richiedeva anche l'immissione di 200 milioni di dollari in nuove azioni, di cui il 40-60% proveniva da investitori finanziari e si traduceva in una partecipazione non inferiore al 90%. Nello stesso anno, con il boom senza precedenti dei viaggi aerei, le operazioni di PAL furono trasferite all'allora nuovo Terminal 2 dell'aeroporto Internazionale Ninoy Aquino. Il terminal, denominato Centennial Terminal in commemorazione dei 100 anni di indipendenza delle Filippine, si trova nel sito del terminal originale.

### Amministrazione controllata e riabilitazione

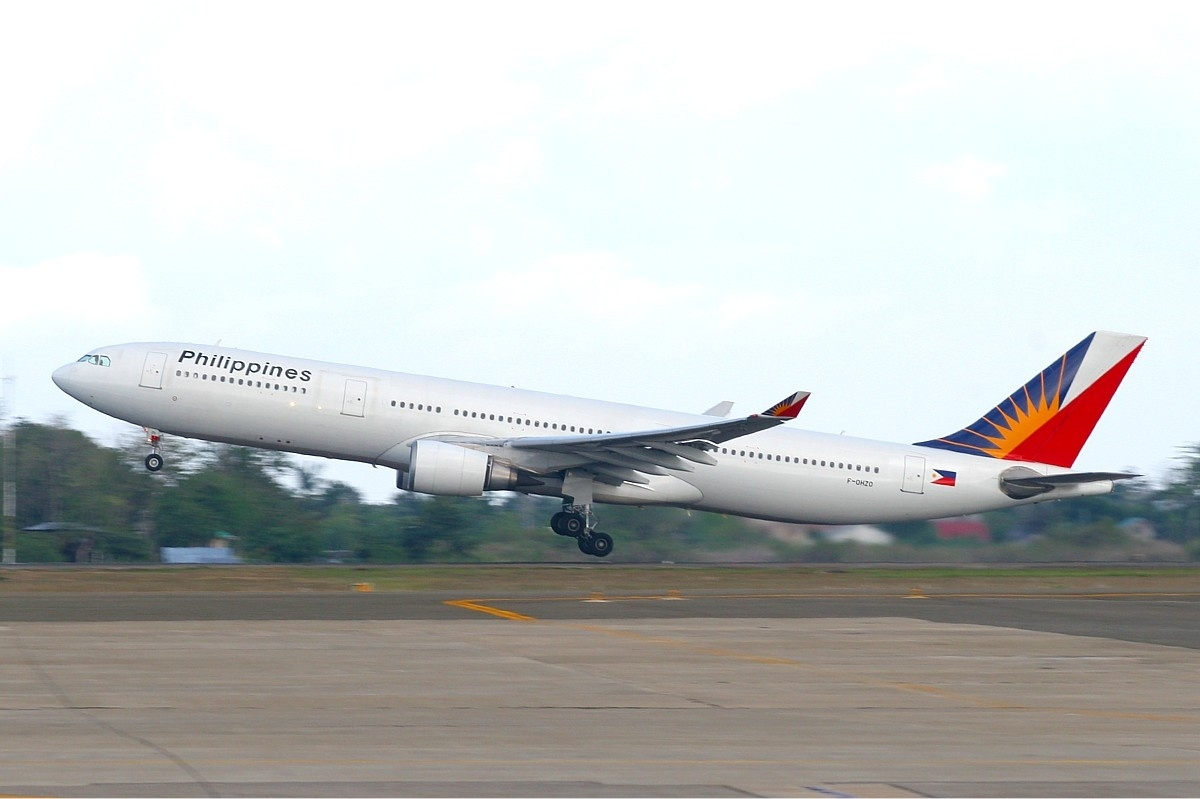
Un Airbus A330-300 nel 2005.

Nel 2000, PAL tornò finalmente alla redditività, guadagnando circa 44,2 milioni di dollari nel suo primo anno di riabilitazione, interrompendo circa sei anni di pesanti perdite. Il 1º settembre 2000, PAL cedette ufficialmente la proprietà della sua divisione di manutenzione e ingegneria alla joint venture a guida tedesca Lufthansa Technik Philippines (LTP), il più grande fornitore al mondo di servizi di manutenzione degli aeromobili in conformità con le disposizioni del suo piano di riabilitazione, che imponeva la cessione delle attività non essenziali della compagnia. Nell'agosto dello stesso anno, PAL aprì un servizio di prenotazione via e-mail. Nel 2001, PAL continuò a ottenere un utile netto di 419 milioni nel suo secondo anno di riabilitazione. Solo in quell'anno, PAL ripristinò i servizi a Bangkok, Taipei, Sydney, Pusan, Giacarta, Vancouver e Ho Chi Minh City, lanciando nuovi servizi a Shanghai e Melbourne.
Come molte altre compagnie aeree, PAL venne gravemente colpita dagli attacchi dell'11 settembre 2001. Nel 2003, PAL venne nuovamente ristrutturata.
Il programma frequent flyer Mabuhay Miles venne lanciato nel 2002, combinando i precedenti programmi frequent flyer di PAL, PALSmiles, Mabuhay Club e Flying Sportsman (ora SportsPlus) tutto in uno. Nello stesso anno venne rilanciato anche il servizio PAL RHUSH (Rapid Handling of Urgent Shipments). Nel 2003 venne lanciato un servizio di arrivi e partenze online e un nuovo sistema di prenotazione. A dicembre, PAL acquisì un quinto Boeing 747-400.
Nel 2004, PAL lanciò servizi a Las Vegas per celebrare il suo 63º anno di servizio; avviò inoltre i servizi per Macao in code-share con Air Macau. Nello stesso anno, stipulò accordi di code-share con Air France e KLM Royal Dutch Airlines per i servizi rispettivamente per Parigi e Amsterdam. PAL proseguì inoltre la revisione della propria flotta con l'arrivo di due nuovi Airbus A320-214 e continuò a modernizzare i propri sistemi di biglietteria con il lancio della biglietteria elettronica. Per la prima volta nella storia delle Filippine, la compagnia aerea portò il presidente eletto Gloria Macapagal-Arroyo e il vicepresidente eletto, ora giornalista ABS-CBN Noli de Castro, alla loro inaugurazione a Cebu City. Arroyo pilotava un Airbus A330-300 PAL noleggiato, mentre de Castro era a bordo di un Airbus A320-200.
Nel marzo 2005, PAL avviò i servizi per Nagoya e ripristinò i voli di linea per Pechino dopo una pausa di 15 anni. In risposta alla crescente quota di mercato interno della rivale Cebu Pacific, principalmente a causa del suo massiccio programma di rifugimento e della sua flotta di Boeing 737 ormai obsoleta, PAL firmò un accordo per l'acquisto e il noleggio di un massimo di 18 Airbus A319-100 e A320 -200 da Airbus e GE Capital Aviation Services (GECAS) il 6 dicembre 2005.
I primi Airbus A319-112 in leasing GECAS vennero consegnati e inaugurati il 20 ottobre 2006. Fu il primo aereo nella storia della compagnia aerea a offrire intrattenimento in volo compatibile con AVOD sulla sua cabina di classe Mabuhay. A dicembre, la compagnia firmò un accordo con Boeing per l'acquisto di due Boeing 777-300ER da consegnare nel 2009, con un'opzione per altri due aerei nel 2011. Firmò anche un accordo con GECAS per il noleggio di altri due Boeing 777-300ER nel 2010. L'acquisto dei nuovi 777-300ER annullò di fatto i precedenti ordini per i nuovi 747-400, ponendo fine alla produzione di tali aeromobili.
Philippine Airlines venne nominata "Airline Turnaround of the Year" per il 2006 e il 2007 dal Center for Asia Pacific Aviation per il suo "contributo strategico al settore dell'aviazione attraverso una trasformazione significativa, ristrutturando con successo le sue operazioni attraverso misure innovative di riduzione dei costi con conseguenti profitti operativi".

### Storia post-amministrazione controllata

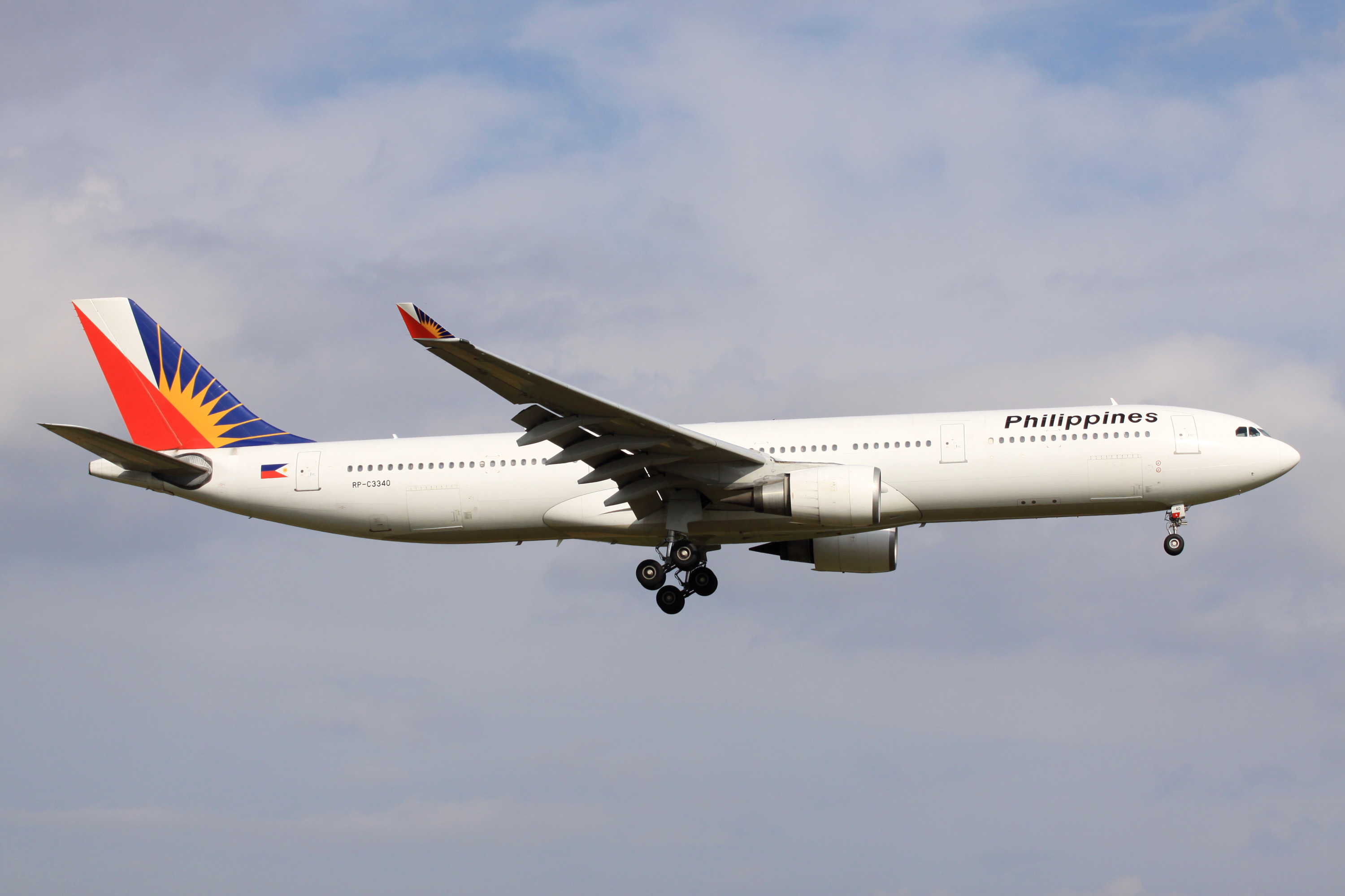
Un Airbus A330-300 a Narita nel 2009.

Il 4 ottobre 2007, nove anni dopo essere stata paralizzata dalla crisi finanziaria asiatica e dalle successive recessioni dell'industria aeronautica, la Securities and Exchange Commission ordinò il rilascio della PAL dall'amministrazione controllata. La compagnia aerea annunciò immediatamente l'intenzione di attrarre investitori stranieri attraverso un road show internazionale in tour in Asia, Europa e Nord America. PAL continuò i suoi ambiziosi piani di espansione, lanciando la sussidiaria regionale PAL Express il 10 aprile 2008 per sostituire la travagliata Air Philippines, con un ordine da 150 milioni di dollari per tre Bombardier Q300 da 50 posti e sei Bombardier Q400 da 78 posti da Bombardier Aerospace. Le operazioni PAL Express sono iniziate il 5 maggio con otto voli giornalieri tra Manila e Malay, mentre le operazioni da Cebu City il 19 maggio con voli tra Cebu e cinque punti nel Visayas e Mindanao. I servizi per altre destinazioni, comprese molte precedentemente servite da PAL prima della crisi finanziaria asiatica, sono iniziati a giugno e luglio 2008. PAL Express doveva inizialmente essere basata principalmente a Cebu e volare su rotte intraregionali nelle Visayas e Mindanao, nonché rotte secondarie verso aeroporti più piccoli nelle province insulari. In risposta alla crescente concorrenza di Cebu Pacific e Zest Airways, PAL Express venne rinominata Airphil Express il 28 marzo 2010 con un modello a basso costo. PAL decise di ripristinare il nome PAL Express come parte della strategia di espansione, rendendo di fatto il marchio Airphil Express defunto il 15 marzo 2013.
Nonostante il successo dopo l'uscita di PAL dall'amministrazione controllata, i problemi di sicurezza internazionale riguardanti l'industria aeronautica filippina ostacolarono seriamente i suoi piani di espansione. La Federal Aviation Administration degli Stati Uniti declassò l'industria aeronautica delle Filippine dalla categoria 1 alla categoria 2 nel gennaio 2008, impedendo a PAL di aumentare i suoi voli verso gli Stati Uniti da 33 a settimana o di cambiare il tipo di aeromobile utilizzato a meno che la compagnia aerea non intraprendesse un contratto di locazione con un vettore diverso. La decisione della FAA bloccò effettivamente le intenzioni precedentemente annunciate di PAL di espandere la propria presenza nel mercato statunitense con rotte per San Diego, Seattle, Chicago, Saipan e New York City. Il 30 marzo 2010, i vettori con sede nelle Filippine vennero inseriti in una lista nera dell'aviazione dell'UE (non più dal 2019), vietando a PAL di volare verso qualsiasi destinazione europea. Dal 2013, PAL non è più nella lista nera. Ciononostante, PAL ha continuato i suoi piani di espansione delle rotte nella regione Asia-Pacifico, riprendendo i servizi per Riyadh con un servizio Boeing 747 quattro volte alla settimana quattro anni dopo la sua sospensione, oltre ad aggiungere. Tuttavia, l'espansione si è rivelata non redditizia e tutte e tre le nuove rotte sono state cancellate. I voli per Brisbane e Riyadh sono stati sospesi nel 2011 e la rotta Manila-Bangkok-Delhi è terminata nel 2013; tuttavia i servizi per Brisbane e Riyadh sono ripresi nello stesso anno.
Nonostante questi ostacoli alla sua espansione, PAL ha proseguito con il suo programma di rifugimento di widebody, ricevendo i suoi primi due Boeing 777-300ER rispettivamente nel novembre 2009 e nel gennaio 2010 e altri due noleggiati da GECAS nel 2010.

### Ingresso della San Miguel Corporation

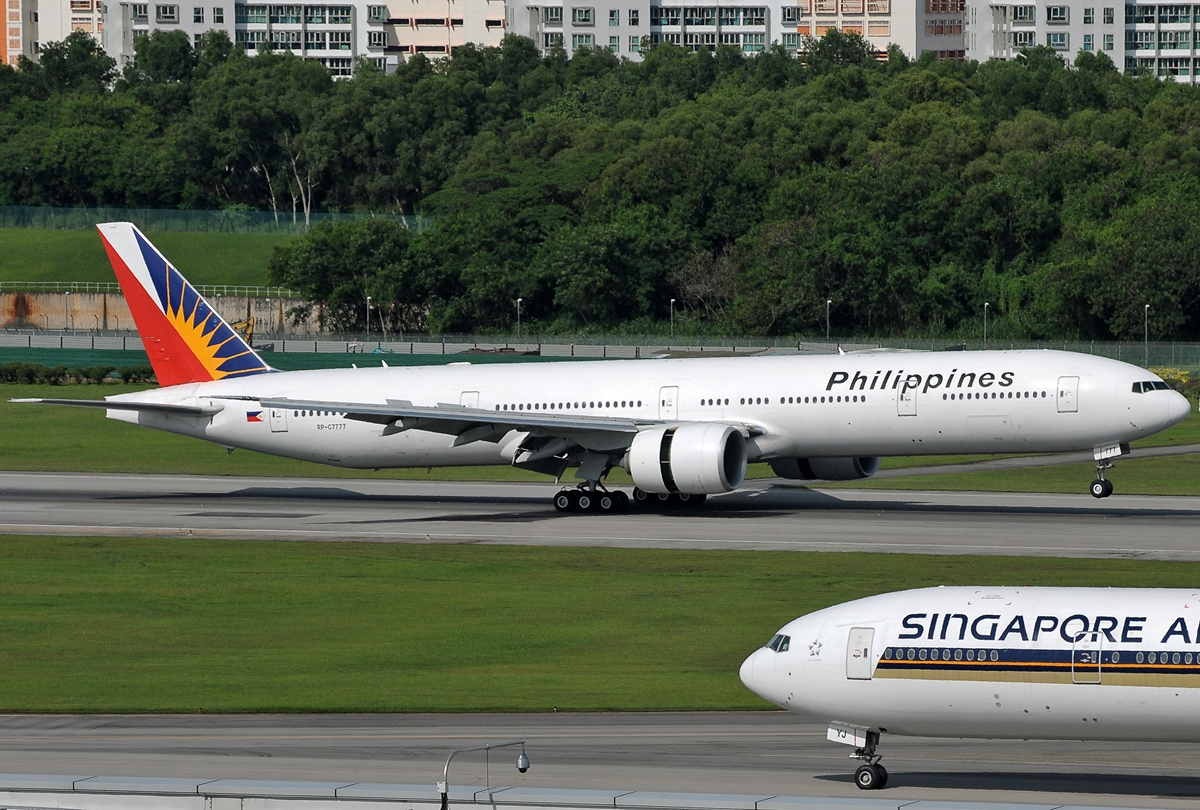
Un Boeing 777-300ER a Singapore nel 2012.

Il 4 aprile 2012, la San Miguel Corporation ha acquistato una partecipazione del 49% in Philippine Airlines per $ 500 milioni come parte di una strategia per abbandonare le sue attività di birra e cibo. San Miguel, uno dei più grandi conglomerati delle Filippine, ha affermato di aver pianificato di aiutare a modernizzare e rafforzare PAL, rinnovare la sua flotta ormai obsoleta e ripristinare la sua competitività nel settore dell'aviazione asiatica. Il presidente di San Miguel, Ramon Ang, ha anche annunciato l'intenzione di unirsi a un'alleanza aerea globale. La prima grande iniziativa di PAL sotto la proprietà di San Miguel è stata confermata il 28 agosto 2012, con un ordine da 7 miliardi di dollari per 54 aeromobili Airbus, di cui 44 Airbus A321 (34 ceo e 10 neo) e 10 Airbus A330-300, con opzioni per altri 10. L'A321 è stato ordinato per migliorare le rotte nazionali e regionali, mentre gli A330-300 dovevano essere utilizzati su rotte australiane, mediorientali e alcune europee. La flotta originale di 8 A330 di PAL venne trasferita a PAL Express in risposta all'annuncio di Cebu Pacific che intendeva competere con PAL su rotte di medio e lungo raggio. PAL ha esercitato la sua opzione per acquistare altri 10 A330-300 per $ 2,5 miliardi il 28 settembre. PAL ha preso in consegna il suo primo aeromobile nel 2013.
Sotto la gestione di San Miguel, PAL ha intrapreso l'espansione della sua rete di rotte, includendo sia l'aggiunta di nuove rotte che il ripristino di rotte precedentemente terminate. Nel 2013, la compagnia ha annunciato il suo ritorno ad Abu Dhabi, Dammam e Riad, e ha lanciato nuove rotte per Brisbane e Perth (via Darwin), nonché Doha e Jeddah. Nel 2013, PAL è stata rimossa dalla lista nera dell'aviazione dell'UE dopo tre anni di negoziati e il vettore ha immediatamente annunciato i suoi piani europei. Sono stati poi lanciati nel novembre 2013 i voli tra Manila e Heathrow, la prima destinazione europea in 15 anni.
Oltre alla modernizzazione della flotta e all'espansione delle rotte, PAL ha annunciato l'intenzione di diventare un investitore nel settore dell'aviazione a seguito dell'acquisizione parziale di San Miguel. Nel 2012, la compagnia aerea ha avviato negoziati con Cayman Airways per una quota azionaria del 50% nella compagnia con sede nei Caraibi. In base all'accordo, Cayman Airways avrebbe emesso nuove azioni privilegiate all'azionista di maggioranza di PAL, San Miguel Corporation. Come parte dello schema proposto, Cayman Airways avrebbe utilizzato il nuovo capitale per acquisire nuovi aeromobili poi dati in leasing a Philippine Airlines in base a un contratto di locazione. Gli aerei sarebbero stati registrati e domiciliati nelle Isole Cayman e pilotati, gestiti e mantenuti completamente da Cayman Airways. Nel 2013, PAL è entrata in una joint venture con il conglomerato cambogiano Royal Group of Cambodia, guidato da Kith Meng, per lanciare Cambodia Airlines con una quota del 49%. Inizialmente si prevedeva che la nuova compagnia aerea avrebbe iniziato le operazioni entro giugno 2013.
Il 30 agosto 2012, il presidente di PAL Ramon Ang ha annunciato la sua intenzione di costruire un secondo aeroporto internazionale per servire Manila. Citando la necessità di alleviare la pressione sull'aeroporto internazionale congestionato e obsoleto di Ninoy Aquino e l'irragionevole distanza di 90 km dalla seconda opzione aeroportuale preferita dal governo filippino a Clark, Ang ha annunciato che la compagnia aerea era in trattative con un appaltatore coreano per costruire l'aeroporto su un sito di 2000 ettari, inizialmente con due piste, che alla fine si espanse a quattro, in una posizione ancora sconosciuta a nord di Manila. Nel marzo 2013, PAL ha rinviato il progetto a tempo indeterminato citando le restrizioni governative sulla proprietà delle compagnie aeree degli aeroporti filippini. Tuttavia, il 12 luglio 2013, Ang ha dichiarato che PAL stava "ancora cercando di costruire" un nuovo aeroporto ed era "sicuro al 100%" che il progetto sarebbe finito, anche se i piani dovevano ancora essere finalizzati.
In una comunicazione alla Borsa filippina dell'8 settembre 2014, San Miguel ha dichiarato di aver firmato un accordo "in base al quale [San Miguel] aveva espresso la volontà di vendere la sua quota del 49% al gruppo del Dr. Lucio Tan, e quest'ultimo aveva espresso la volontà di acquistare la suddetta quota del 49%". Ha aggiunto che l'accordo era "soggetto al rispetto di determinate condizioni". Fonti informate dicevano che San Miguel aveva dato a Tan una settimana per raccogliere 1 miliardo di dollari per acquisire la quota. La transazione finale ammontava a $1,3 miliardi ed è stata completata una settimana dopo, il 15 settembre 2014. In una comunicazione alla Borsa filippina del 16 settembre 2014, San Miguel ha detto che Tan aveva assunto la gestione di PAL attraverso la nomina del suo ex presidente, Jaime Bautista, come direttore generale. Tuttavia, sosteneva che Ang, come presidente di PAL, sarebbe rimasto, insieme al resto della sua squadra, "fino alla data di chiusura dell'accordo" tra le parti. Il 15 ottobre 2014, Ang si è ufficialmente dimesso da presidente e COO.

### Ritorno di Lucio Tan e continua espansione

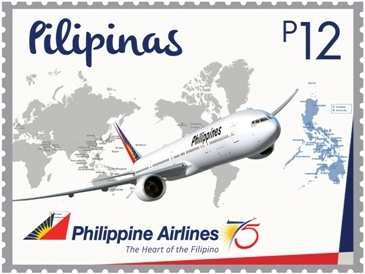
Un francobollo commemorativo del 75º compleanno della PAL.

Il 23 ottobre 2014, la compagnia ha annunciato la nomina di Bautista come nuovo presidente e COO di Philippine Airlines. Sotto il governo di Bautista, sono state rinviate le consegne dell'Airbus A321neo che avrebbero dovuto avvenire a partire da novembre 2017, sotto la gestione di San Miguel. La mossa strategica ha ridotto al minimo il rischio di sovraccapacità con aeromobili a corridoio singolo nella flotta PAL. Jaime Bautista ha anche annunciato l'intenzione di sostituire la flotta di A340, con la scelta di un nuovo e moderno Airbus A350 XWB o Boeing 787 Dreamliner. Oltre ai nuovi aeromobili, PAL ha scelto di noleggiare più 777 per i suoi crescenti voli a lungo raggio.
Nel gennaio 2015, Philippine Airlines è stata la compagnia aerea ufficiale di Papa Francesco durante il suo viaggio apostolico nelle Filippine. L'aereo del pontefice si chiamava "Shepherd One". La compagnia aerea portò il papa nella città di Tacloban e, come da protocollo, lo riportò all'aeroporto di Ciampino a Roma, in Italia, da Manila.

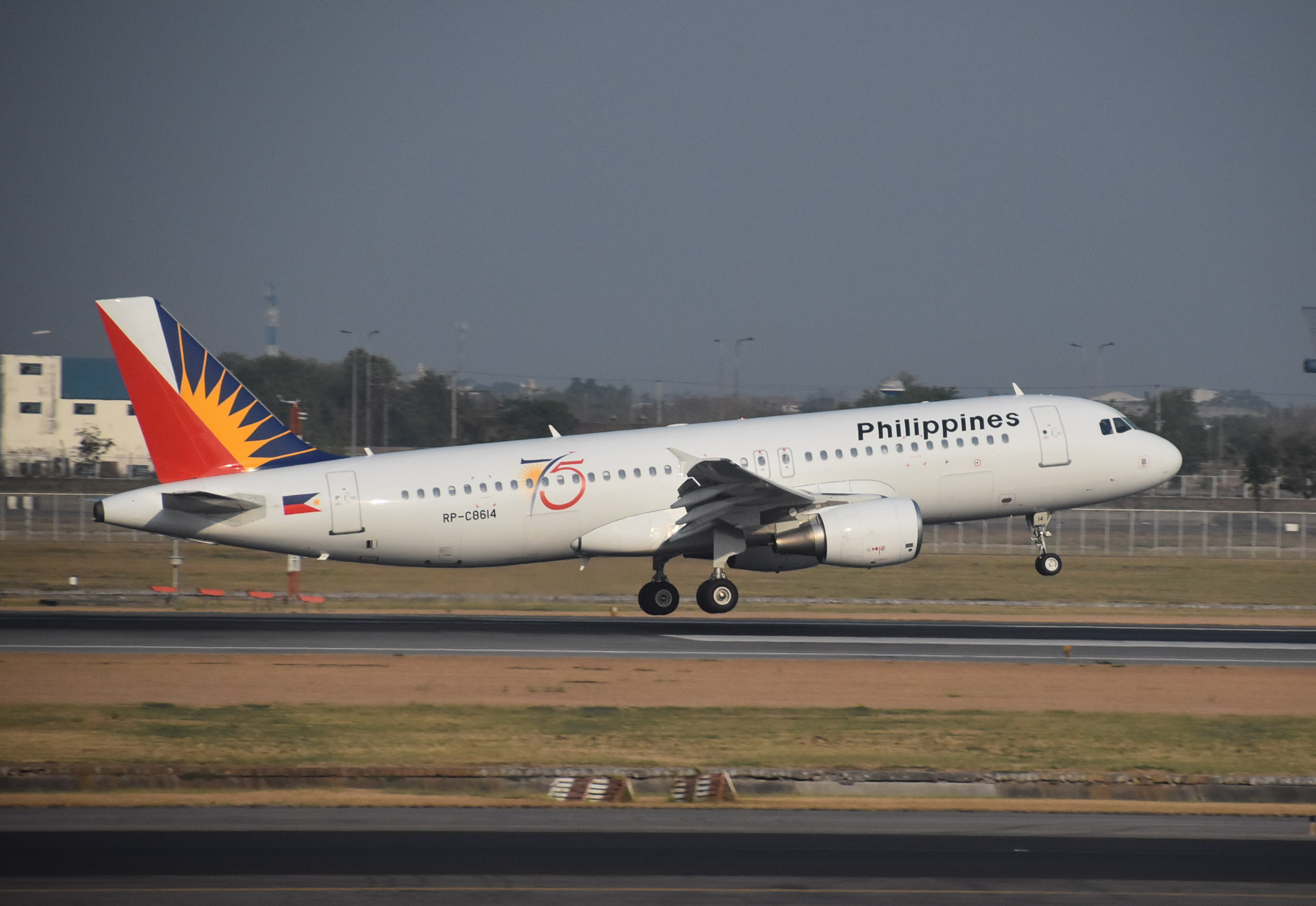
Un Airbus A320-200 con la livrea '75'.

Nel marzo 2015, in coincidenza con il 74º anniversario del vettore, Philippine Airlines ha ripreso i voli per New York City tramite l'aeroporto internazionale John F. Kennedy con scalo a Vancouver da Manila. La compagnia aerea in precedenza volava a New York via Newark Liberty International Airport, ma cancellò la rotta nel 1997 a seguito della crisi finanziaria asiatica. Inoltre, la compagnia si espanse nella regione dell'Oceania introducendo voli per Auckland, Nuova Zelanda (via Cairns, Australia) e Port Moresby in Papua Nuova Guinea. L'espansione globale e le nuove rotte di Philippine Airlines hanno anche reso redditizia la compagnia aerea tra nove dei sedici vettori del sud-est asiatico quotati in borsa, avendo mantenuto un profitto di $ 120 milioni.
Continuando con l'espansione della sua flotta, Philippine Airlines ha acquisito nuovi aeromobili per servire le sue nuove rotte. La compagnia aerea ha ricevuto il suo 9º e e 10º Boeing 777-300ER nel 2017. Ha acquisito anche sei nuovi Airbus A350-900 con opzioni per altri sei. Il primo A350 è stato consegnato il 14 luglio 2018. Entrambi gli aerei vengono utilizzati per voli internazionali a lungo raggio. La compagnia ha inoltre acquisito l'Airbus A321neo (con una variante standard e di lungo raggio) e il Bombardier Q400, il primo utilizzato per i voli regionali e il secondo utilizzato per i voli nazionali. La compagnia ha anche annunciato l'intenzione di acquisire l'Airbus A350-1000, la più grande variante dell'Airbus A350. La compagnia aerea, l'ultima a utilizzare gli A340 questo tipo in Asia, ha ritirato gli Airbus A340 e alcuni degli Airbus A320ceo, trasferendoli alla sua controllata, PAL express.
Con i miglioramenti alla flotta, alle strutture e ai servizi esistenti, insieme alla continua modernizzazione ed espansione della flotta, la compagnia aerea è stata certificata con una valutazione a quattro stelle da Skytrax, unendosi ad altre 40 compagnie aeree, dopo un audit effettuato nel dicembre 2017. PAL ha ricevuto anche una certificazione a 4 stelle da APEX il 26 settembre 2018 ed è stata considerata la compagnia aerea più migliorata del 2019 da AirlineRatings.com.
La compagnia aerea ha firmato accordi con compagnie come Amadeus per aggiornare il suo sistema tecnologico di base, e Lufthansa Technik Filippine per mantenere i suoi aerei per 12 anni. Ha anche firmato un accordo con le forze armate delle Filippine (AFP) il 28 settembre 2018 per concedere privilegi di viaggio a tutto il personale militare sotto forma di biglietti scontati.
Il 29 gennaio 2019, All Nippon Airways ha acquistato una partecipazione del 9,5% nella holding della compagnia aerea, PAL Holdings, per 95 milioni di dollari.
Il 20 febbraio 2019, Philippine Airlines ha preso in consegna il suo quinto Airbus A350, con l'iconico simbolo "Love Bus", per commemorare i suoi quarant'anni di partnership con il produttore di aeromobili Airbus.
Il 18 giugno 2019, Philippine Airlines ha annunciato la nomina della figlia di Lucio Tan, Vivienne, come nuova vice presidente esecutivo e OIC in seguito al ritiro del presidente e COO Jaime Bautista. Tuttavia, il 29 luglio 2019, la compagnia ha nominato Gilbert Santa Maria nuovo presidente e COO, in sostituzione di Jaime Bautista. Viviene Tan è stata riassegnata come responsabile dell'audit.
Nel febbraio 2020, Philippine Airlines ha deciso di licenziare 300 dei suoi lavoratori a causa delle perdite finanziarie causate dalla pandemia. Il 15 marzo 2020 è stato annunciato che tutti i voli interni in entrata e in uscita da Manila sarebbero stati sospesi a causa del crescente numero di casi di coronavirus nelle Filippine.
Il 17 marzo 2020 è stato annunciato che tutti i voli interni nelle Filippine sarebbero stati sospesi. La compagnia aerea ha successivamente interrotto tutti i voli internazionali il 26 marzo.

## Identità aziendale

### Proprietà

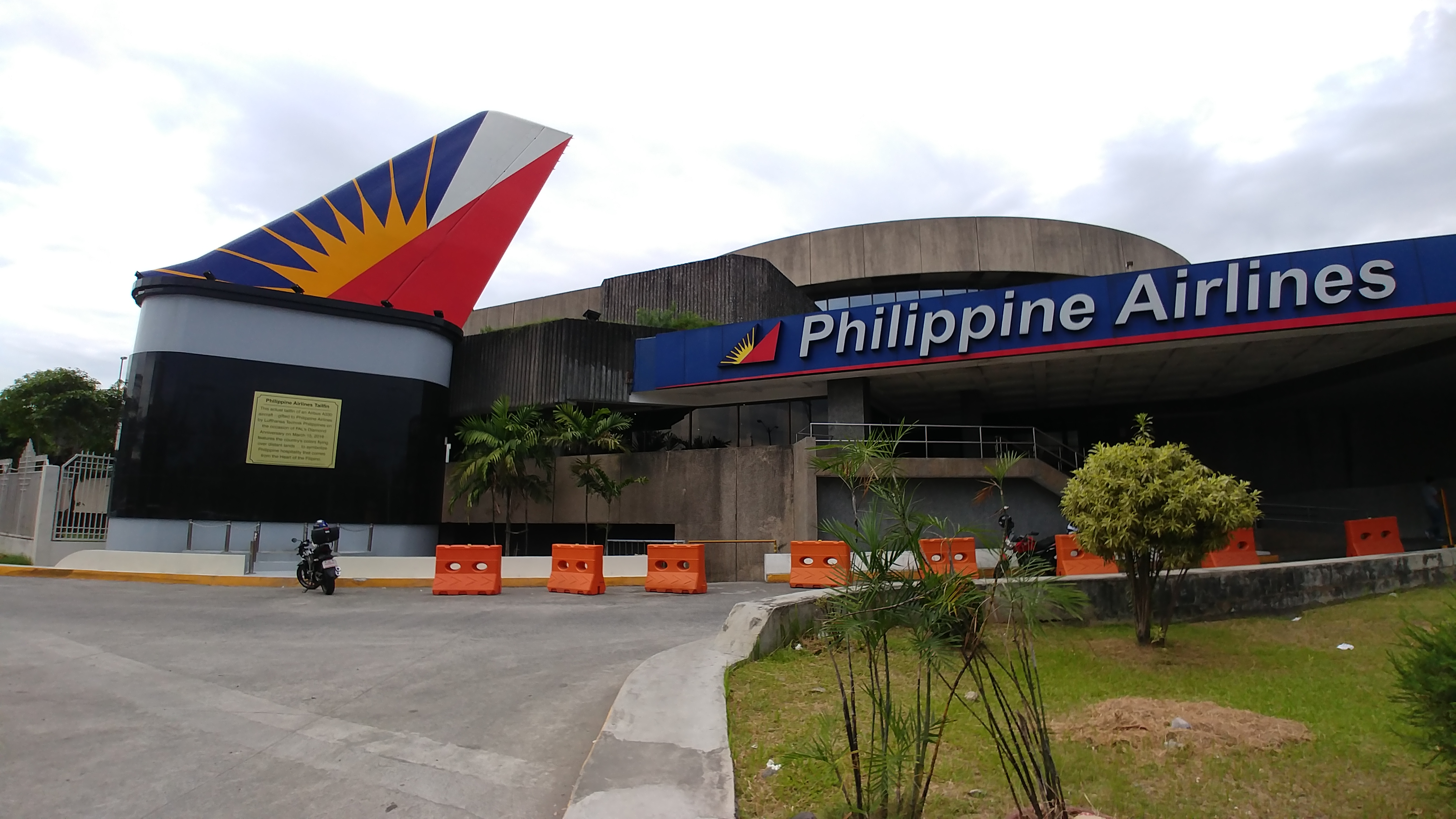
L'entrata degli uffici della compagnia.

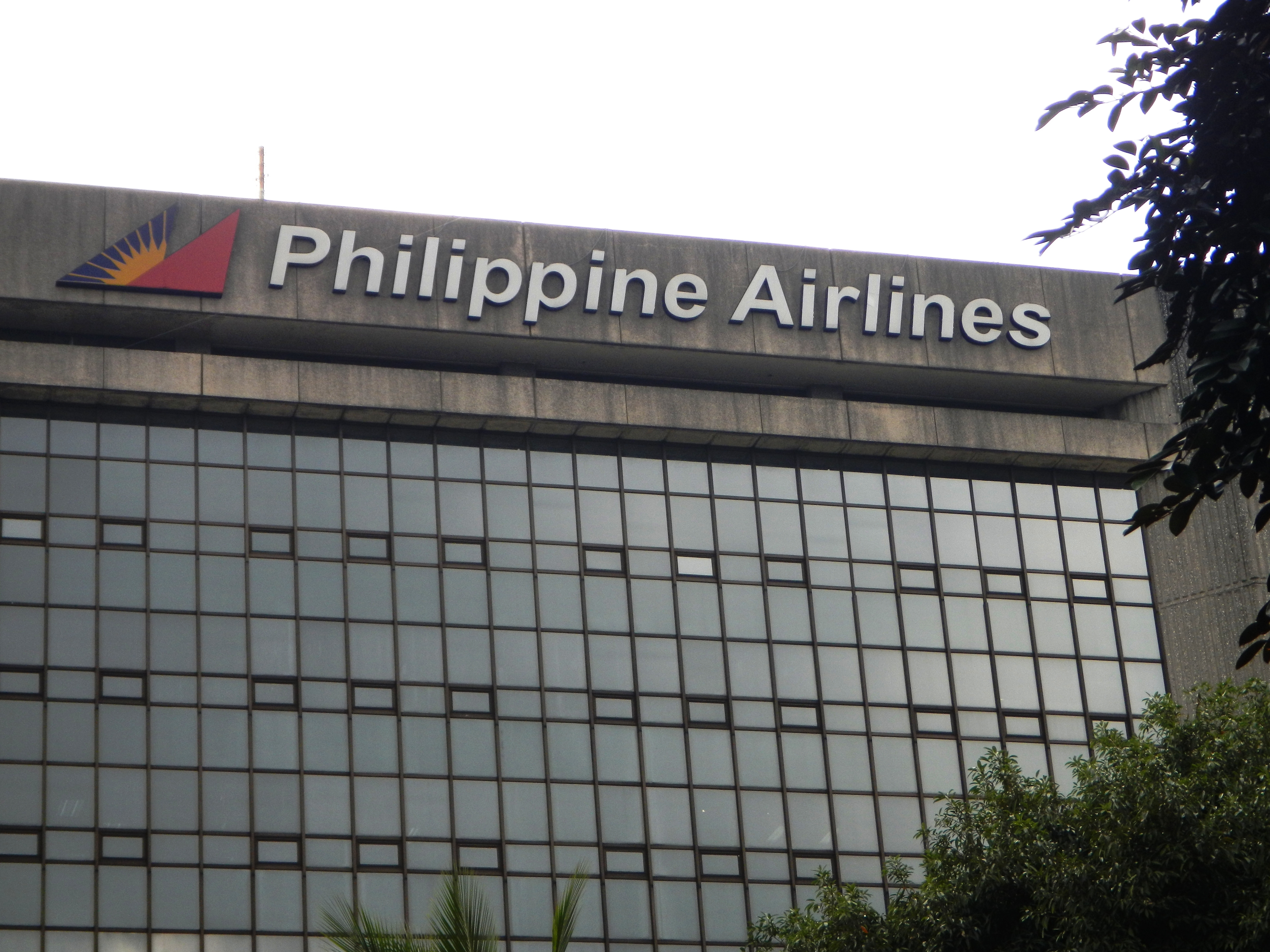
Il logo visto su un lato dell'edificio.

Philippine Airlines è di proprietà di PAL Holdings (PSE: PAL), una holding responsabile delle operazioni della compagnia aerea. PAL Holdings è a sua volta parte di un gruppo di società di proprietà del magnate Lucio Tan. ANA Holdings, la holding di All Nippon Airways, detiene una partecipazione del 9,5% in PAL Holdings. PAL è la nona società più grande delle Filippine in termini di entrate lorde, come dichiarato nella classifica delle 1000 più grandi aziende filippine del 2017. A dicembre 2018, PAL impiegava un totale di 6.689 dipendenti, di cui 999 piloti e 2.647 personale di cabina. PAL è la sessantunesima più grande compagnia aerea al mondo in termini di ricavi per passeggeri per chilometri volati, con oltre 16 milioni volati sui 21 milioni disponibili, un fattore di carico medio del 76%. PAL ha trasportato circa 12 milioni di passeggeri nel 2014 e 16 milioni nel 2016.
Nell'anno fiscale terminato il 31 marzo 2007, Philippine Airlines ha registrato un utile netto di 140,3 milioni di dollari, il più grande profitto nei suoi 76 anni di storia. Ciò gli ha permesso di uscire dall'amministrazione controllata in ottobre. PAL aveva previsto che l'utile netto avrebbe raggiunto $ 32,32 milioni per l'anno fiscale terminato il 31 marzo 2008, $ 26,28 milioni nel 2009 e $ 47,41 milioni nel 2010, ma questo si è rivelato difficile da raggiungere, con una grande perdita annunciata all'inizio del 2009 che ha destato qualche preoccupazione.
Tuttavia, Philippine Airlines ha riportato un reddito complessivo complessivo di $ 20,4 milioni per il 2014, il primo profitto della società in quattro anni. L'azienda ha continuato la sua svolta finanziaria, registrando una crescita dell'utile netto del 4430,04% per l'anno 2015. Tuttavia, PAL ha registrato una perdita nel 2016, con una diminuzione del reddito netto del -38,80%.
Il 15 novembre 2018, la compagnia aerea è stata nominata "Most Improved Airline of 2019" da airlineratings.com, un sito web di valutazione.

### Logo
Il logo di Philippine Airlines ha subito quattro cambiamenti nell'intera durata delle operazioni. Il primo logo incorporava un ovale blu con "PAL" sovrapposto a lettere bianche, una stella a quattro punte i cui punti si intersecavano dietro la "A" nelle iniziali PAL e un'ala la cui posizione variava a seconda della posizione del logo (l'ala punta a destra se si trova sul lato sinistro dell'aereo, a sinistra se a destra). Una variante di questo logo utilizzava un globo al posto dell'ovale blu con le iniziali PAL sovrapposte. Questo logo rimase in uso dagli anni '50 fino alla metà degli anni '60, quando venne stato sostituito.
Il secondo logo adottava un triangolo blu (con il punto inferiore mancante) e un triangolo rosso sovrapposto ad esso, racchiuso da un cerchio; questo aveva lo scopo di evocare una bandiera nazionale esposta verticalmente (il bianco è formato dallo spazio negativo tra le punte dei due triangoli). A metà degli anni '70 fu introdotto un terzo logo, che rimuoveva il cerchio e semplificava le forme. Il carattere tipografico utilizzato nel terzo logo è stato successivamente applicato al secondo logo, che è rimasto il logo ufficiale PAL fino al 1986 quando sarebbe stato sostituito dal logo attuale.
L'attuale logo presenta gli stessi due triangoli a vela blu e rossa utilizzati nel secondo e nel terzo logo. Tuttavia, uno sprazzo di sole giallo a otto raggi a forma di barca a vela è stato sovrapposto al triangolo blu ed è stato utilizzato il carattere Helvetica.

### Livrea

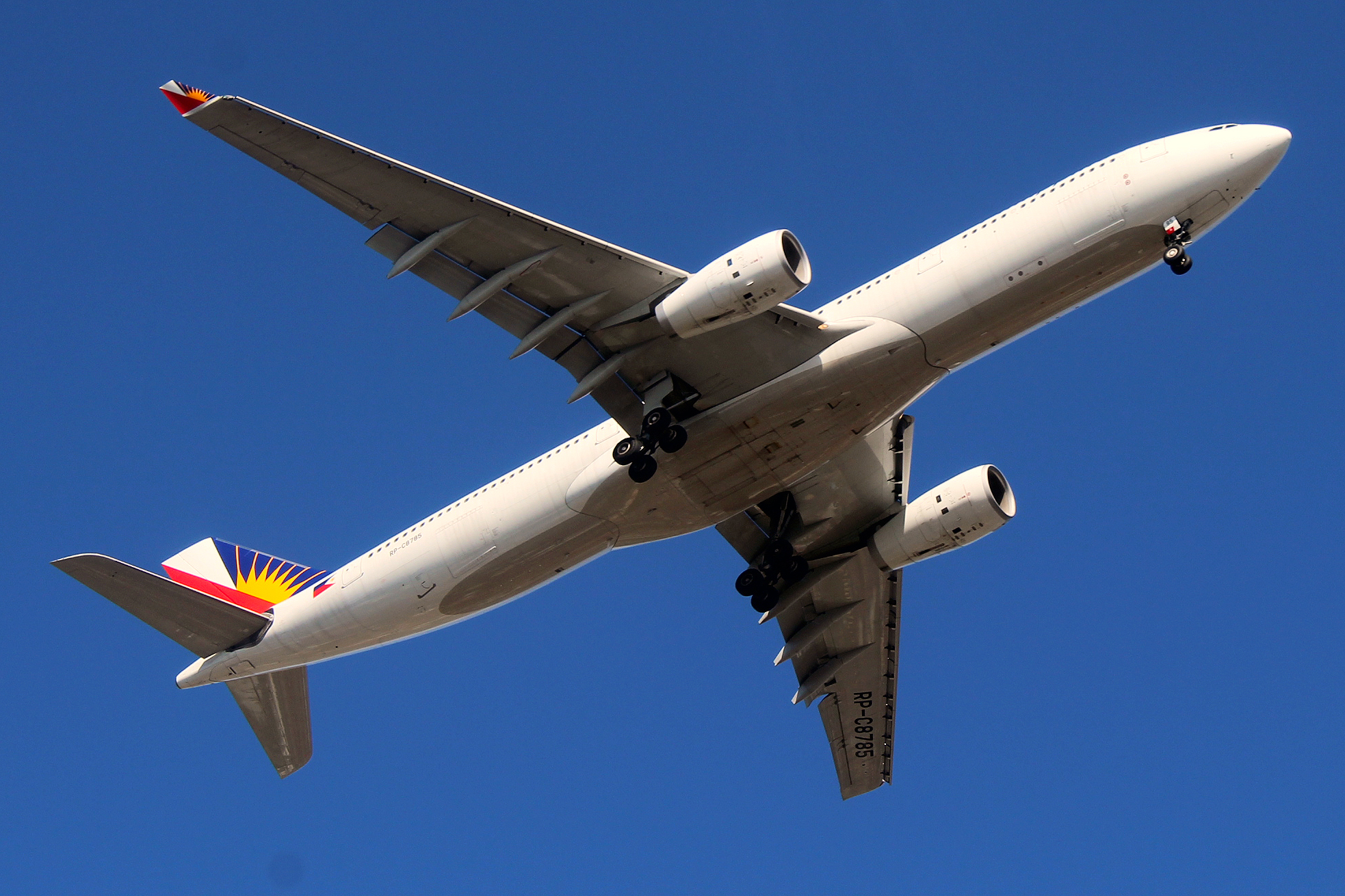
Un Airbus A330 in arrivo a Davao.

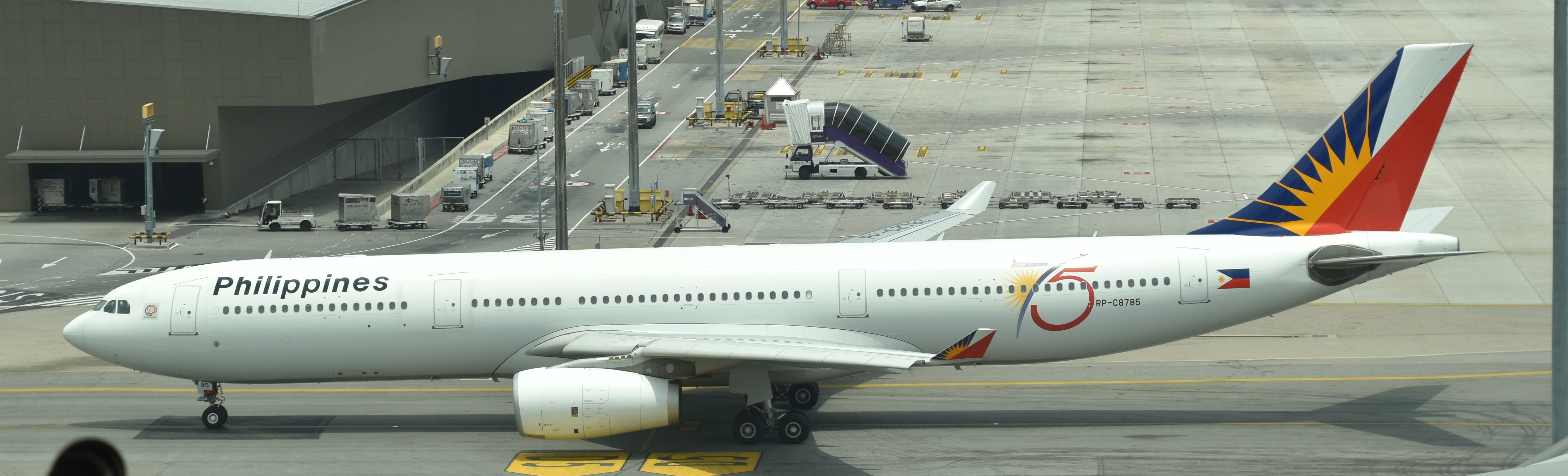
Un Airbus A330-300 visto di fianco.

La livrea ha subito molte modifiche. Il primo velivolo aveva una semplice livrea bianca sopra e argento sotto, con i colori separati dalla linea e con una piccola bandiera filippina sulla coda. Il nome "Philippine Air Lines" era sovrapposto nella parte anteriore superiore della fusoliera e il logo PAL si trovava sul retro. Le successive varianti della livrea, in particolare sugli aerei a reazione, utilizzavano una bandiera filippina estesa come cheatline, con il logo PAL sulla coda. Bei jet era usato il nome "Philippine Airlines".
Un'altra variante della livrea originale utilizzata da PAL era in qualche modo simile alla livrea attuale. Tuttavia, utilizza il terzo logo di PAL sulla coda con cheatline blu, bianche e rosse che correvano al centro della fusoliera. Successivamente, anche la metà inferiore della fusoliera venne dipinta di bianco.
L'attuale livrea "Eurowhite", utilizzata per la prima volta con lo Short 360, è stata adottata nel 1986 in seguito al rebranding aziendale. Questa livrea, (disegnata da Landor Associates) ha il nome "Philippines" sovrapposto alla parte anteriore della fusoliera in corsivo (utilizzando il carattere del logo PAL), mentre la coda è dipinta con il logo e la bandiera filippina è visibile vicino al retro. Il logo è anche dipinto sulle alette degli aeromobili che le hanno. Il nome "Philippines", invece di "Philippine Airlines", sta a indicare che PAL è la principale compagnia di bandiera delle Filippine. Tuttavia, questo a volte crea confusione sul fatto che un aereo PAL, specialmente quando noleggiato dal presidente per visite ufficiali o di stato, sia, in realtà, il trasporto aereo ufficiale del capo di stato filippino. Qualsiasi aereo PAL con il numero di volo "PR/PAL 001" e il nominativo "PHILIPPINE ONE" è un aereo speciale operato da Philippine Airlines per il trasporto del Presidente o Vice Presidente delle Filippine. Il numero di volo "PR/PAL 002" e il nominativo "PHILIPPINE TWO" viene utilizzato se il Vice Presidente viaggia contemporaneamente al Presidente.

## Cabina
Philippine Airlines offre tre classi: Business, Premium Economy ed Economy, a seconda dell'aeromobile. Gli Airbus A330 e Airbus A350 offrono tre classi mentre i B777 e A320 offrono due classi.
Nel 2017, PAL ha riconfigurato il layout della cabina di otto A330, da una configurazione a 414 posti a classe singola a una tri-classe da 309 posti, con sezioni Business, Premium Economy ed Economy. Gli A330 riconfigurati sono stati implementati entro un periodo di sette mesi nel 2017. I sedili sono stati progettati da Lift Strategic Design, e Lufthansa Technik Philippines ha eseguito la riconfigurazione.
I precedenti aeromobili acquisiti non avevano IFE incorporata, ad eccezione dei Boeing 777-300ER. Di conseguenza, la compagnia offre iPad Mini noleggiabili (Economy) o complementari (Business) con la soluzione IFE wireless di OnAir, OnAir Play.

### Business

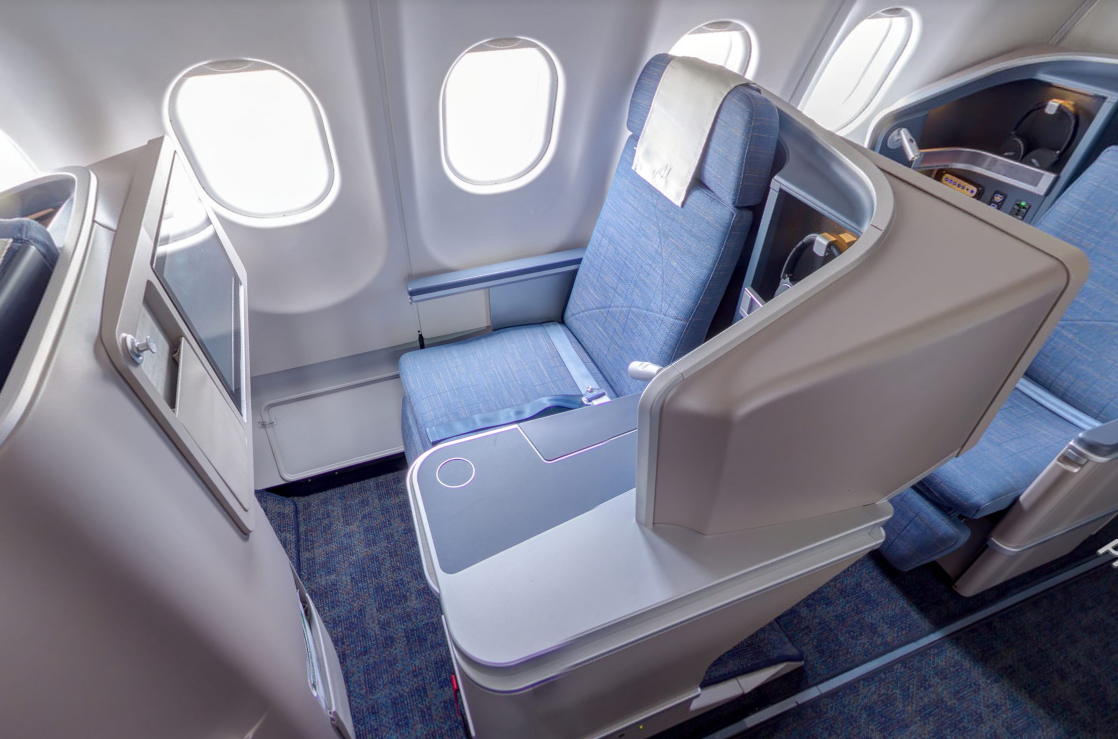
Business class su un A330-300.

La business class, precedentemente nota come Mabuhay Class, è disponibile anche su tutti gli aeromobili. Offre maggiore spazio per le gambe e sedili reclinabili (su A330-300, B777-300ER, A350-900 e A321neo). Philippine Airlines è l'unico vettore filippino a offrire la business class sui voli nazionali. Sui voli a medio e lungo raggio, fornisce kit di cortesia da L'Occitane en Provence.
I Boeing 777-300ER sono dotati di sedili piatti ad angolo prodotti da Recaro. Sono disposti in una configurazione 2-3-2.
Gli Airbus A330-300 e A350 riconfigurati sono dotati di sedili reclinabili prodotti da Thompson Aero Seating. Hanno una configurazione 1-2-1. I sedili degli A350 e A330 sono inoltre dotati di cuscini d'aria Lantal, un poggiatesta a quattro vie, un ripiano per oggetti personali, un gancio per le cuffie e un guscio interno imbottito che assorbe il rumore.
I sedili sono dotati di sistemi di intrattenimento personale in volo da 15 pollici (Boeing 777), 18,5 pollici (A330 e A350) e 15,4 pollici (A321neo) con AVOD. Sono dotati di una porta USB dove i passeggeri possono caricare i propri dispositivi mobili. Ai passeggeri vengono fornite anche cuffie con cancellazione del rumore.
Gli A321neo dispongono anche di sedili reclinabili prodotti da Rockwell Collins. Sono disposti in un layout 2-2. I sedili sono dotati di sistema di intrattenimento personale con AVOD. Hanno un passo di 60 pollici.

### Premium economy

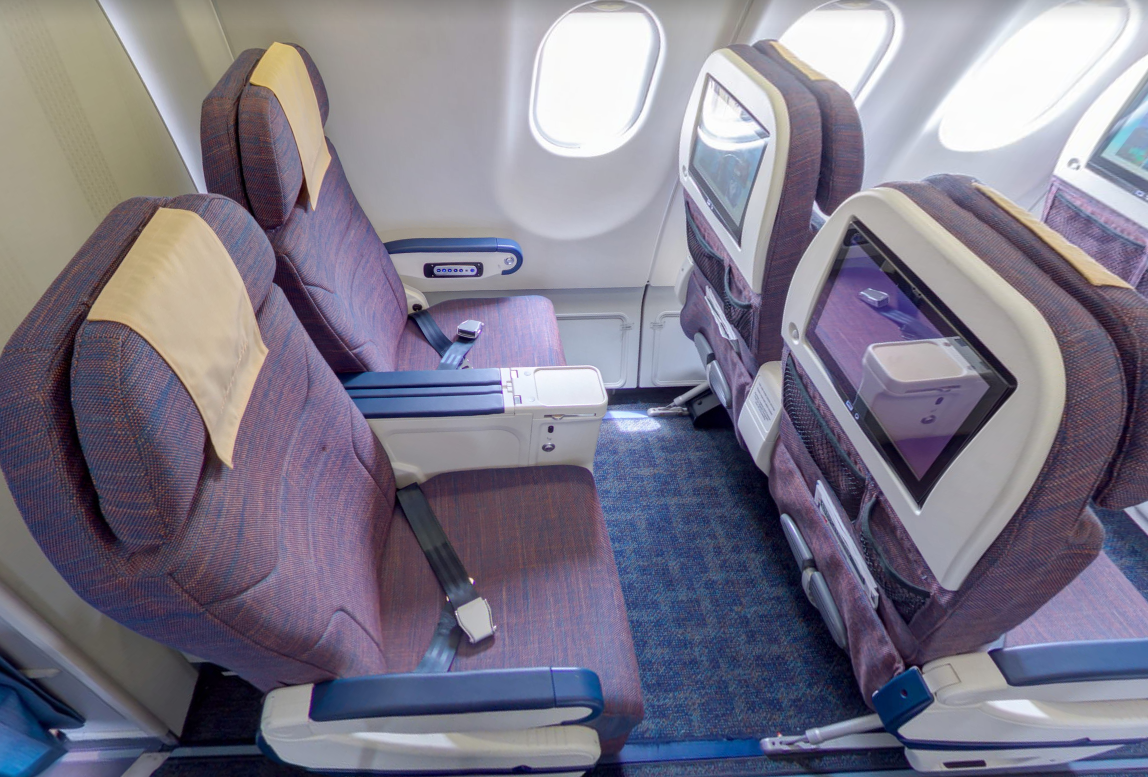
Premium economy su un Airbus A330.

La Premium Economy, nota anche come Economy Plus, è disponibile sugli A330 e A350, così come sui voli PAL Express che utilizzano A320 a due classi, nel qual caso i posti in business class sono venduti come Premium Economy. Sono simili nel design ai sedili standard della classe economy, ma dispongono di almeno 4-5 pollici in più di spazio per le gambe fornendo uno spazio minimo di 34-36 pollici.
Sono inoltre dotati di un IFE da 13,3 pollici con AVOD, con un jack per cuffie e una porte USB e di alimentazione.
Sugli aerei senza IFE, i passeggeri ricevono iPad da usare durante il volo.

### Economy

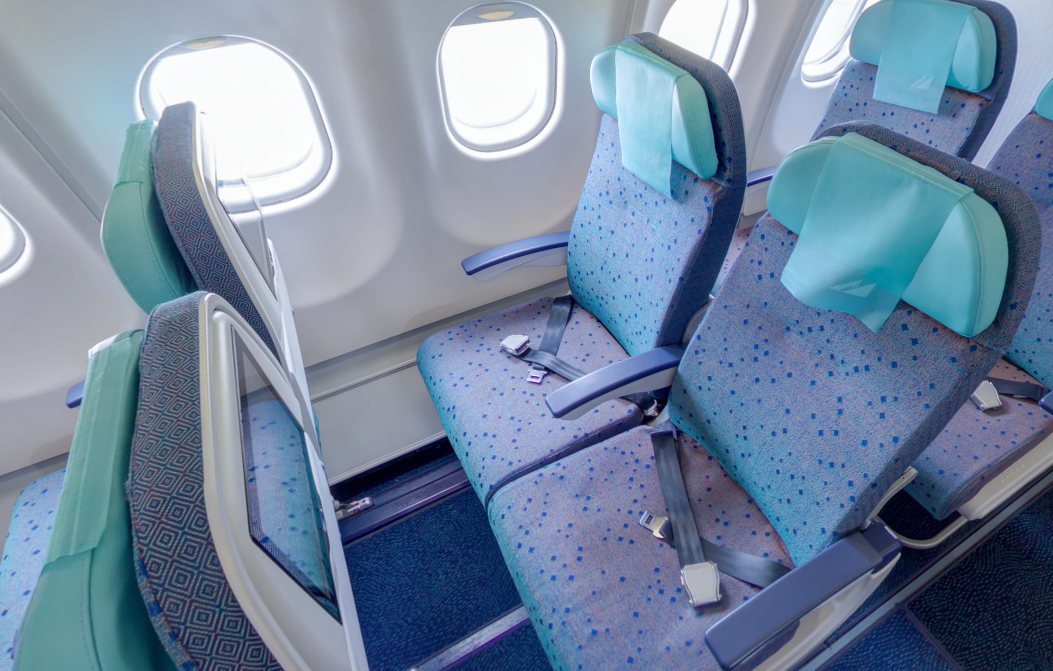
Classe economy su un A330-300.

La classe economy, precedentemente nota come Fiesta Class, è disponibile su tutti gli aeromobili. I tavoli con vassoio si trovano nel sedile di fronte.
I B777-300ER, gli A350, gli A330 selezionati e gli A321nes sono dotati di sedili che offrono un passo compreso tra 31 e 34 pollici. Ogni sedile offre AVOD ed è dotato di monitor da 9 pollici (777-300ER) o 10 pollici (A330, A321neo) con jack per cuffie e porta USB per la ricarica, montati sugli schienali o sui braccioli. Hanno poggiatesta a quattro vie e sei pollici di reclinazione.

## Servizi

### Programma frequent flyer
Mabuhay Miles è il programma frequent flyer di Philippine Airlines. È stato istituito nel 2002 unendo tutti i programmi frequent flyer PAL esistenti prima della crisi finanziaria asiatica: vale a dire, PALsmiles, Mabuhay Club e Flying Sportsman, con il trasferimento dei membri di PALsmiles e Mabuhay Club al nuovo programma il 1º agosto 2002. Il programma Flying Sportsman è stato successivamente trasformato in SportsPlus, un programma a tre livelli basato su abbonamento che offre assegnazioni di bagagli extra per l'attrezzatura sportiva. I soci Mabuhay Miles guadagnano miglia che possono essere riscattate al valore nominale sulla maggior parte dei voli operati da Philippine Airlines, nonché sulle rotte in code sharing delle compagnie aeree partner.
Sono disponibili anche carte di credito, carte di debito e carte prepagate che offrono vantaggi aggiuntivi come punti miglia gratuiti una volta attivata la carta, assicurazione di viaggio, check-in prioritario, accesso alla Mabuhay Lounge e alcuni sconti quando si prenotano voli sul sito web di Philippine Airlines. Queste carte sono emesse dalla Philippine National Bank e precedentemente dalla HSBC.
Mabuhay Miles è suddiviso in più livelli:
- Classic: il livello base al quale si inizia a guadagnare "miglia".[67]
- Elite: i passeggeri che hanno guadagnato 25.000 miglia di volo, hanno volato 30 tratte di sola andata in qualsiasi classe di servizio o 15 tratte di sola andata in classe business diventano membri Elite. I privilegi includono lista d'attesa prioritaria, check-in, imbarco, gestione dei bagagli (etichetta rossa) e standby in aeroporto, accesso a tutte le lounge Mabuhay e miglia bonus basate su livelli.[68]
- Premiere Elite: i passeggeri che hanno guadagnato 45.000 miglia di volo, hanno volato in 50 tratte di sola andata in qualsiasi classe di servizio o hanno volato in 25 tratte di sola andata in business class diventano membri Premiere Elite. I passeggeri Premiere Elite ricevono tutti i privilegi Elite più l'esonero dalle tasse Mabuhay Mabuhay e dal costo del servizio di biglietteria, miglia bonus a livello (75% sui voli Philippine Airlines da/per gli Stati Uniti e Regno Unito) e ampliamento dell'accesso alle lounge per un accompagnatore.[69]
- Million Miler: i passeggeri che hanno volato un milione di miglia con Philippine Airlines e PAL Express diventano Million Miler. Vengono concessi tutti i privilegi Premiere Elite, oltre all'estensione della gestione prioritaria dei bagagli, standby in aeroporto e imbarco a un compagno, posto a scelta, accesso alle lounge e sale VIP per due accompagnatori, trasporto di attrezzatura sportiva e gestione prioritaria dei bagagli con etichetta MMILER.[70]

### Mabuhay Lounge
La Mabuhay Lounge è la lounge aeroportuale di Philippine Airlines. I soci Mabuhay (Business) Class ed Elite di Mabuhay Miles (ad eccezione di quelli che effettuano voli PAL Express) possono utilizzare la lounge. I club hanno tutti open bar e ristorazione.
Tra il 15 giugno e il 15 agosto 2015, Philippine Airlines ha iniziato i lavori di ristrutturazione della Mabuhay Lounge presso NAIA-2. La sala passeggeri, che ha una capienza di 110 posti a sedere, riflette una miscela di design contemporaneo e tradizionale. Ogni poltrona è dotata di un alimentatore che consente ai passeggeri di caricare i propri dispositivi elettronici personali. La connessione Wi-Fi è disponibile nelle aree relax e pranzo.
Il 27 giugno 2018, Philippine Airlines ha presentato una nuova Mabuhay Lounge all'aeroporto Internazionale di Mactan-Cebu (T2).

## Flotta

### Flotta attuale

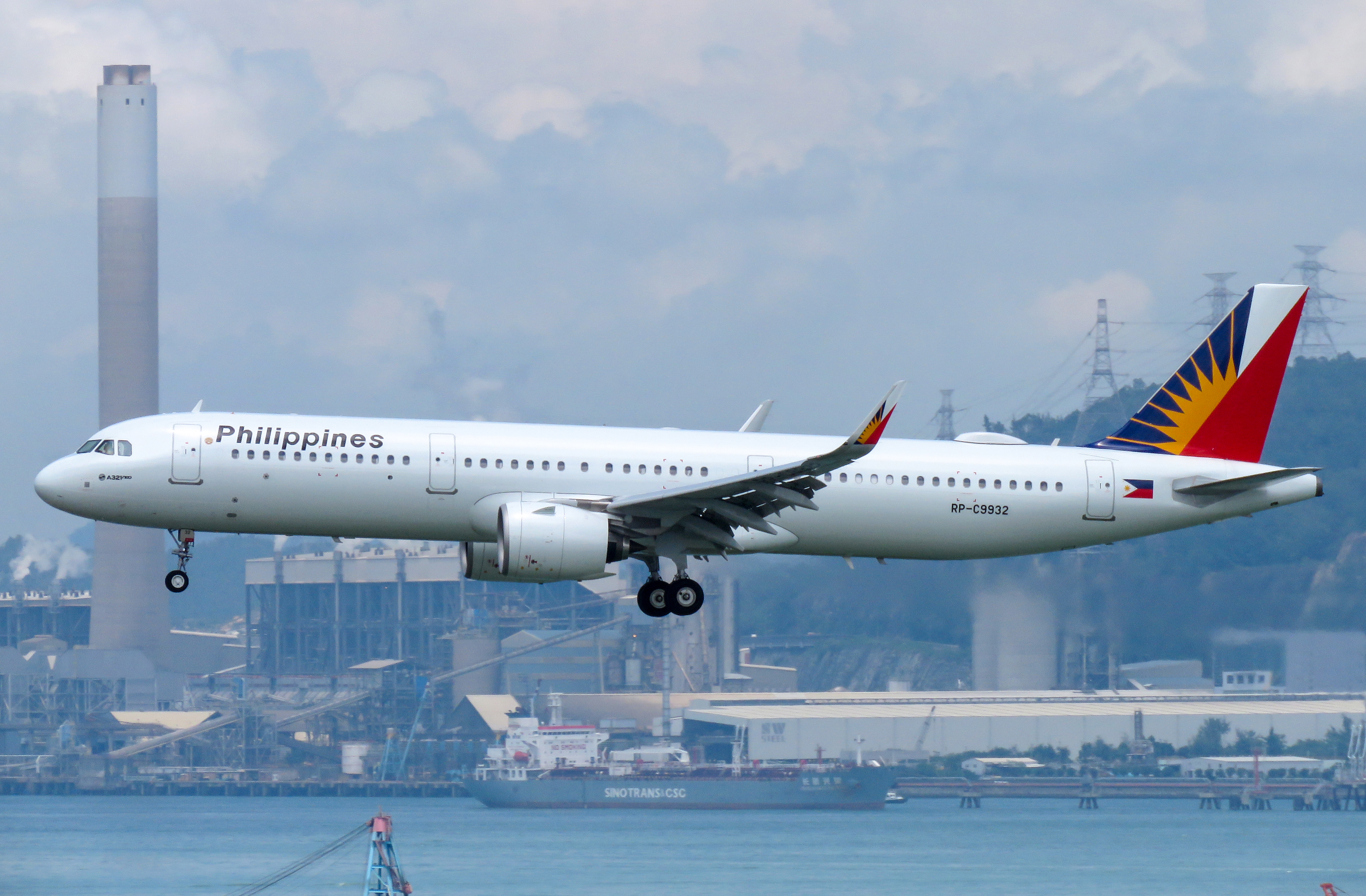
Un Airbus A321neo.

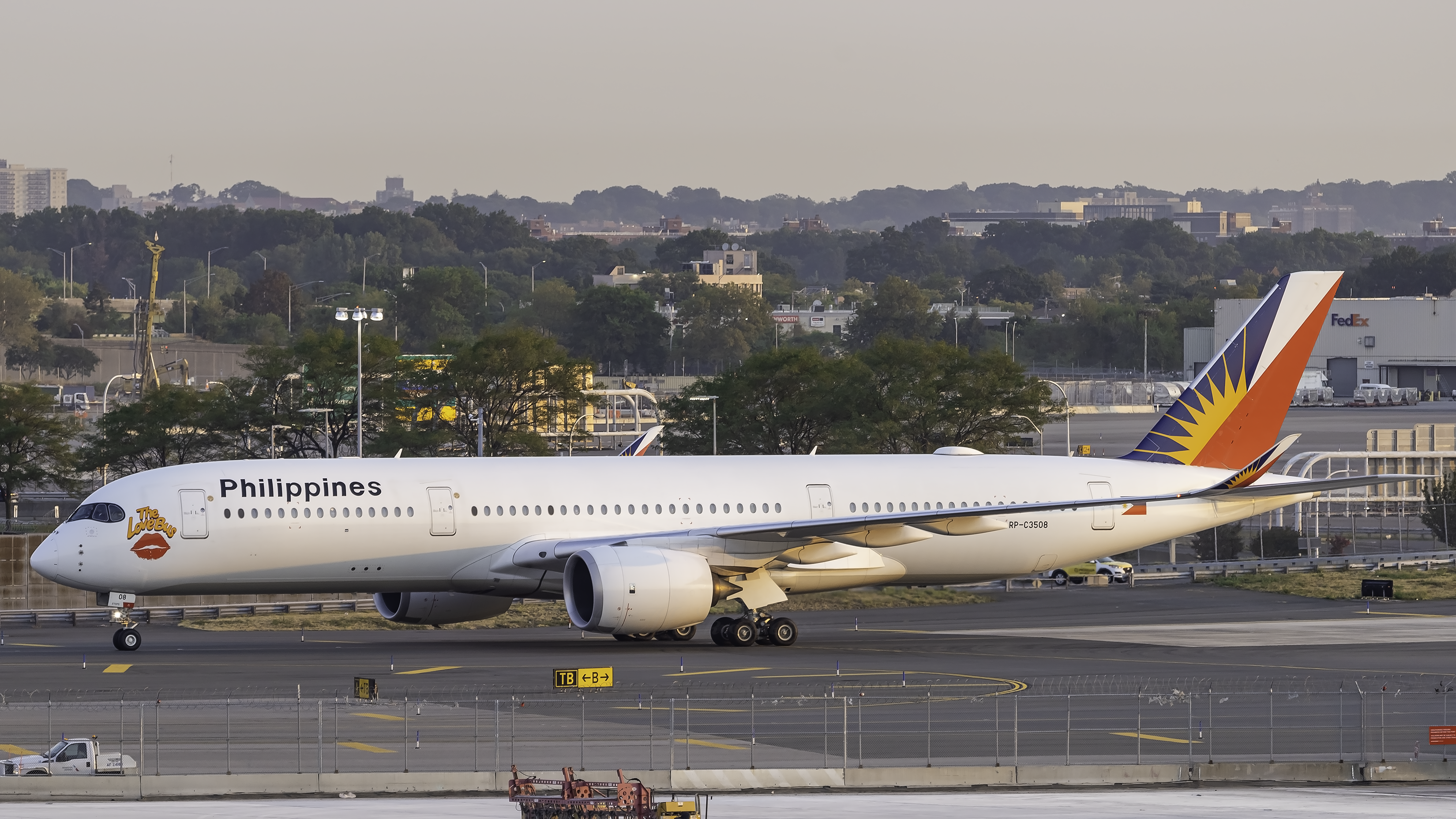
Un Airbus A350-900.

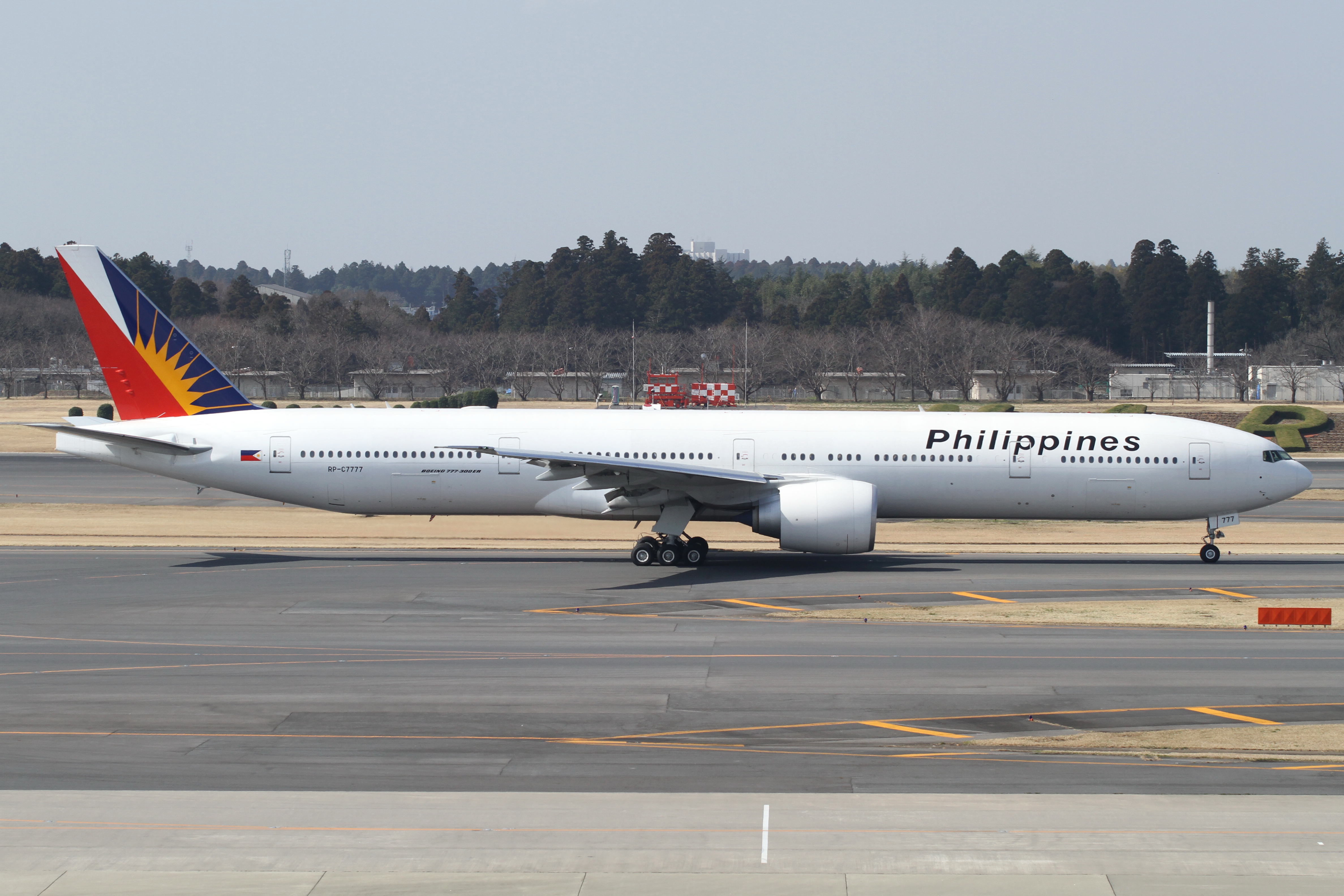
Un Boeing 777-300ER.

A febbraio 2025 la flotta di Philippine Airlines è così composta:

### Flotta storica

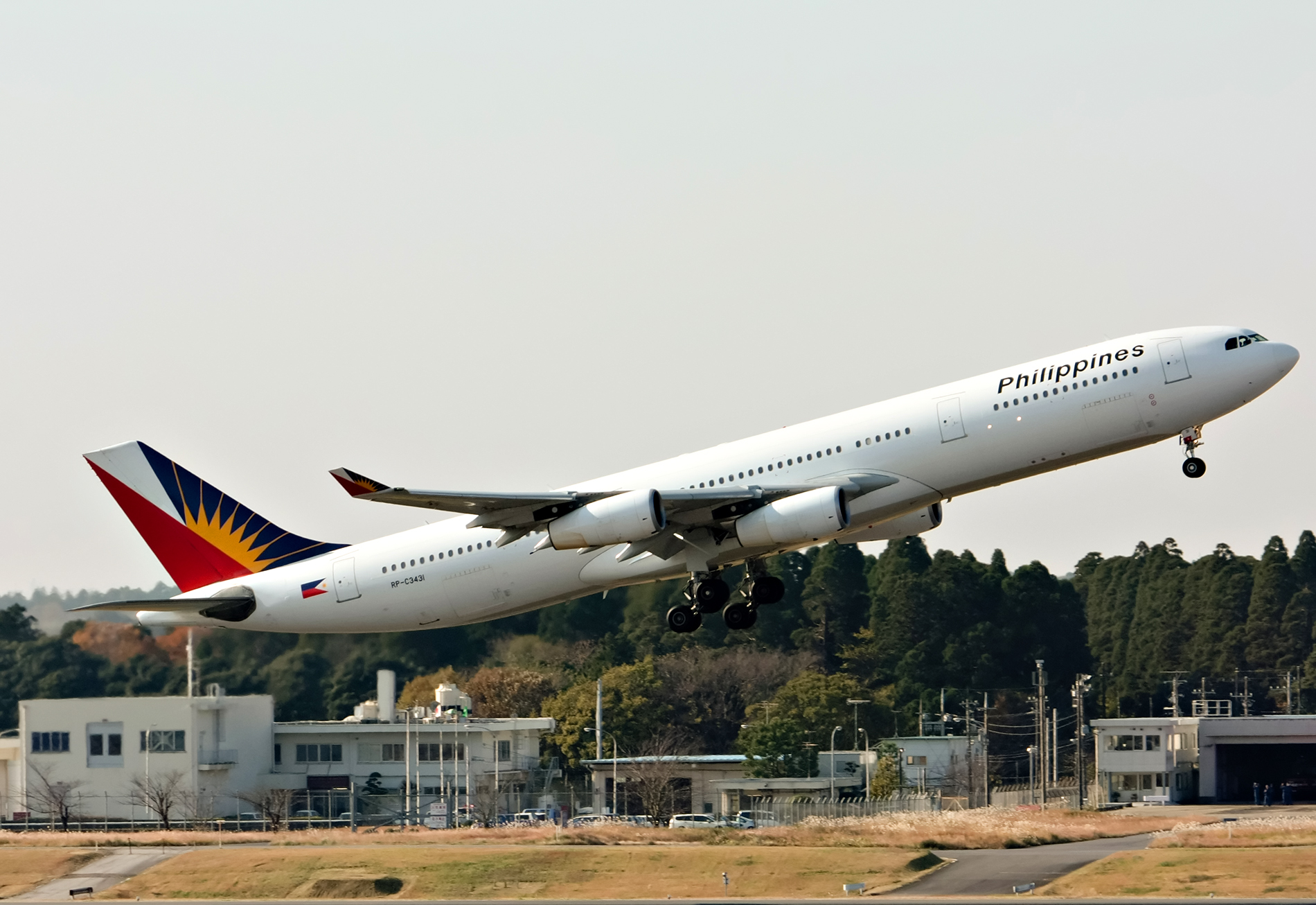
Un Airbus A340-300.

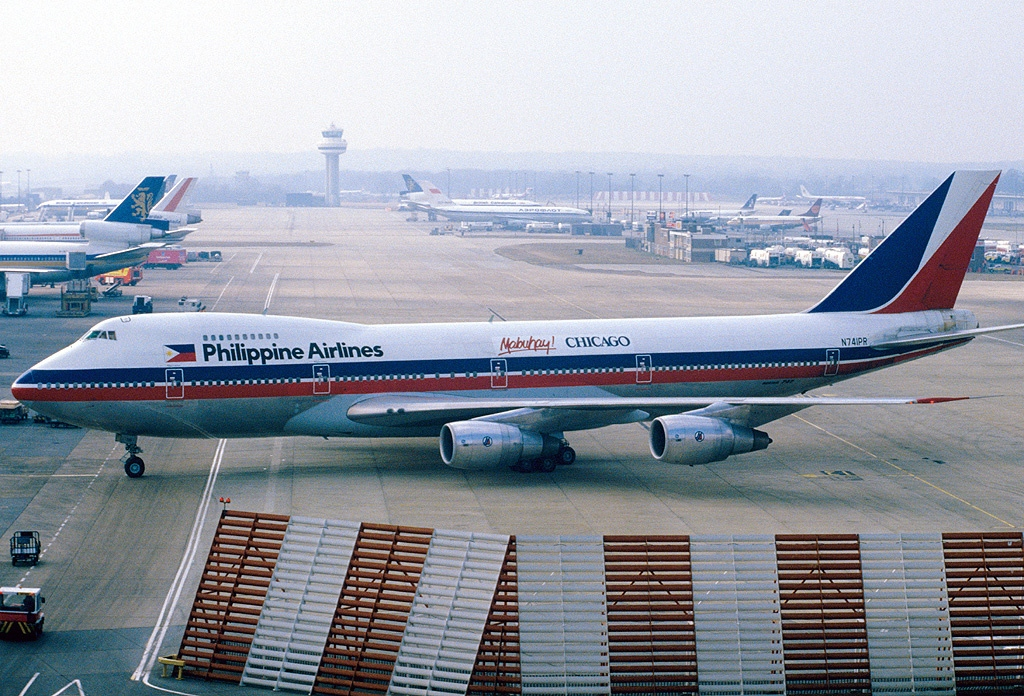
Un Boeing 747-200.

Philippine Airlines operava in precedenza con i seguenti aeromobili:

## Incidenti
- Il 7 maggio 1949, un Douglas C-47, marche PI-C98, precipitò in mare dopo l'esplosione di una bomba.[77]
- Il 14 gennaio 1954, un Douglas DC-6, marche PI-C294, era in avvicinamento a Roma quando, a 6.500 piedi, il pilota ne perse il controllo.[78]
- Il 23 novembre 1960, un Douglas DC-3, marche PI-C133, si schiantò a 6 000 piedi (1 800 m) in rotta verso Manila, dopo errori di navigazione. 33 vittime.[79]
- Il 22 dicembre 1960, un Douglas C-47, marche PI-C126, subì un guasto al motore durante il decollo e non riuscì ad alzarsi in volo, schiantandosi poco dopo. 28 vittime.[80]
- Il 28 febbraio 1967, il volo Philippine Airlines 345, un Fokker F27, precipitò poco prima dell'atterraggio, causando la morte di 12 dei 19 a bordo.[81]
- Il 12 dicembre 1969, il volo Philippine Airlines 158, un BAC One-Eleven, colpì un albero di mango sulla collina nella periferia di Kula-ike, Antipolo, 22 km a est della sua destinazione durante un avvicinamento VOR alla pista 24. Dei 42 passeggeri e cinque membri dell'equipaggio a bordo, solo un passeggero e un assistente di volo sopravvissero.[82]
- Il 21 aprile 1970, il volo Philippine Airlines 215, un Hawker Siddeley HS 748, precipitò dopo l'esplosione di una bomba nel gabinetto e il distacco della sezione di coda. Tutti i 32 passeggeri e 4 membri dell'equipaggio (36 in totale) rimasero uccisi nell'incidente.[83]
- Il 23 maggio 1976, il volo Philippine Airlines 116, un BAC One-Eleven, venne dirottato da sei persone e costretto ad atterrare a Zamboanga. Chiesero un riscatto di 375.000 dollari e un aereo per portarli in Libia. A Zamboanga, l'aereo era circondato da truppe e veicoli militari corazzati.[84]  Il giorno successivo i dirottatori hanno permesso a cinque donne e nove bambini di lasciare l'aereo in cambio di una scorta di cibo e acqua dalle autorità.
- Il 26 giugno 1987, il volo Philippine Airlines 206, un Hawker Siddeley HS 748, si schiantò su una montagna in rotta verso Baguio, uccidendo tutte le 50 persone a bordo.[85]
- Il 13 dicembre 1987, il volo Philippine Airlines 443, uno Short 360, precipitò sul Monte Gurain, nelle Filippine. Le vittime furono 15.[86]
- Il 21 luglio 1989, il volo Philippine Airlines 124, un BAC One-Eleven, fu autorizzato ad atterrare sulla pista 06 in condizioni di scarsa visibilità e forti piogge. L'aereo uscì la pista e attraversò una strada, distruggendo alcune auto. Otto passeggeri a bordo di diversi veicoli morirono.[87]
- L'11 maggio 1990, il volo Philippine Airlines 143, un Boeing 737-300, subì l'esplosione del serbatoio centrale del carburante e venne consumato da un incendio in appena quattro minuti. Ci furono otto vittime.[88]
- L'11 dicembre 1994, il volo Philippine Airlines 434, un Boeing 747-200B, stava compiendo la seconda tratta del viaggio quando esplose una bomba a bordo, che provocò la morte di un passeggero e il ferimento di altri 10. L'equipaggio, composto dal comandante Eduardo "Ed" Reyes e dal primo ufficiale Jaime Herrera, riuscì a far atterrare l'aereo all'Aeroporto di Naha, sull'isola di Okinawa.[89]
- l 22 marzo 1998, il volo Philippine Airlines 137, un Airbus A320-200, uscì di pista durante l'atterraggio a causa di errori dei piloti. Nessuno dei 140 a bordo perse la vita, ma morirono tre persone a terra e 25 rimasero ferite.[90]
- Il 25 maggio 2000, il volo Philippine Airlines 812, un Airbus A330-300, venne dirottato da un uomo successivamente identificato come Reginald Chua, appena prima che l'aereo stesse per atterrare. A bordo c'erano 278 passeggeri e 13 membri dell'equipaggio. Il dirottatore indossava un passamontagna e occhialini da nuoto quando si gettò fuori dall'aereo insieme agli oggetti di valore che aveva rubato mentre l'aereo stava volando a un'altitudine di 1.800 metri sopra Antipolo, Rizal. Tre giorni dopo, il dirottatore venne trovato morto. Le autorità di polizia dichiararono che non era riuscito ad aprire il paracadute.[91]
- Il 26 ottobre 2007, il volo Philippine Airlines 475, un Airbus A320-200, uscì di pista durante l'atterraggio all'aeroporto di Butuan. Non ci furono vittime tra l'equipaggio e i passeggeri dell'aereo. Diciannove persone subirono lesioni: il pilota e il copilota lesioni al collo e al naso e diverse persone furono portate in ospedale.[92]